# Schloss Kalkum

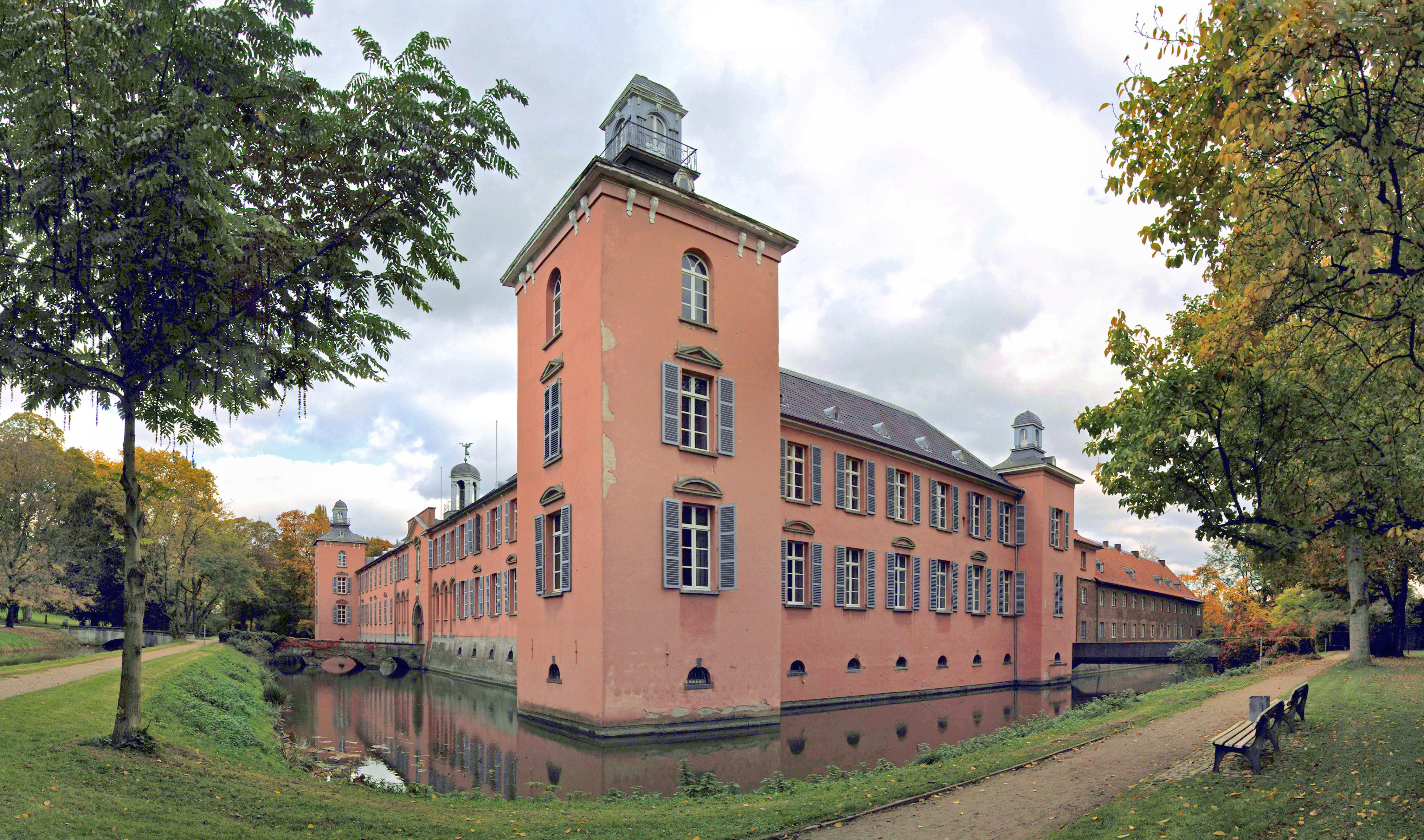
Schloss Kalkum, Ansicht von Südwesten (2011)

Das Schloss Kalkum ist ein Wasserschloss im gleichnamigen Stadtteil im Norden Düsseldorfs etwa zwei Kilometer nordöstlich von Kaiserswerth und ein außerordentliches Beispiel für den klassizistischen Schlossbau im Rheinland. Gemeinsam mit dem zugehörigen Park steht es seit dem 18. Januar 1984 als Gesamtanlage unter Denkmalschutz.
Hervorgegangen aus einem der ältesten Rittersitze der Region, dem Stammsitz der ritterbürtigen Herren von Kalkum, gelangte der Besitz um die Mitte des 15. Jahrhunderts an die Herren von Winkelhausen, welche die Geschicke der Anlage für die folgenden rund 300 Jahre bestimmen sollten. Im 17. Jahrhundert zu einem Schloss im Stil des Barocks verändert, erhielt die Anlage ihr heutiges äußeres Aussehen im Wesentlichen durch einen klassizistischen Umbau in den Jahren 1808 bis 1814 nach Entwürfen des Krefelder Baumeisters Georg Peter Leydel. Er verband die Vorburg und das Herrenhaus durch Einfügung von Zwischenbauten zu einer geschlossenen Vierflügelanlage. Gleichzeitig erfolgte unter Leitung des Landschaftsarchitekten Maximilian Friedrich Weyhe die Anlage eines Schlossparks im englischen Landschaftsstil. 1817 wurde das Haupttor durch den Architekten Johann Peter Cremer erweitert. Die Innenräume des Schlosses gestaltete der Dekorationsmaler Ludwig Pose.
Weit über die Grenzen Preußens bekannt wurde Kalkum durch den von 1846 bis 1854 dauernden Scheidungskrieg zwischen dem Schlosseigentümer Graf Edmund von Hatzfeldt und seiner Frau Sophie, als sich diese durch den damals erst 20-jährigen Ferdinand Lassalle als Rechtsanwalt vertreten ließ. An ihn erinnert heute eine Gedenkstätte in einem turmartigen Pavillon an der östlichen Mauer des Schlossparks. Nach dem Zweiten Weltkrieg dienten die Gebäude zunächst als Flüchtlingsunterkunft, dann als Ausbildungsstätte für Heimarbeiter. Danach wurde die Anlage von 1954 bis 1966 restauriert und für die Nutzung als Archiv umgebaut. Dabei wurden die klassizistischen Wohn- und Gesellschaftsräume des Herrenhauses wiederhergestellt.
Heute steht das Schloss leer, denn die dort lange Zeit beheimatete Zweigstelle des Landesarchivs Nordrhein-Westfalen zog Ende 2014 in das neue Gebäude des Landesarchivs in Duisburg um. Die Anlage wird aber noch für klassische Konzerte und andere Kulturveranstaltungen genutzt. Der etwa 19 Hektar große Schlosspark ist für die Öffentlichkeit zugänglich.

## Geschichte

### Anfänge und Kalkumer Fehde
Nach der von 1216 bis 1218 durch Eberhard von Gandersheim geschaffenen Reimchronik existierte schon 892 in Kalkhem ein Königshof, den der spätere Kaiser Arnolf von Kärnten in jenem Jahr dem Stift Gandersheim schenkte: „Noch gaf de könnich to Gandersem einen riken hof, de is geheten Kalkhem; unde sin bi deme Rine belegen.“ Eine erste urkundliche Erwähnung fand Kalkum als Calechheim aber erst im Jahr 947, als Kaiser Otto der Große diese Schenkung bestätigte. Bei dem Gandersheimer Besitz handelte es sich aber nicht um eine Vorgängeranlage des heutigen Schlosses, sondern wahrscheinlich um den heutigen Niederhof im Unterdorf genannten Teil von Kalkum. 1176 wurden mit dem niederadligen Willelmus de Calecheim, einem Ministerialen des Klosters Meer, die Herren von Kalkum erstmals urkundlich erwähnt. Sie waren Besitzer eines Rittersitzes in Kalkum. Angehörige der Familie nannten sich später auch von Calichem, Caylchem, Calgheim und von Calcum. Bei dem Sitz der Ritter handelte es sich um ein erstes festes Haus im Oberdorf genannten Teil von Kalkum, das bisher nicht genauer datiert oder lokalisiert werden konnte, aber vermutlich am Ort des heutigen Schlosses lag. Ab dem 14. Jahrhundert finden sich die Herren von Kalkum in Diensten der bergischen Grafen und späteren Herzöge. So bekleidete Peter von Kalkum 1360 das Amt des bergischen Hofmeisters und war von 1361 bis 1383 herzoglicher Landdrost.
Bis zum 14. Jahrhundert hatte sich der Kalkumer Rittersitz zu einer burgähnlichen Anlage entwickelt, wohl bestehend aus einem Herrenhaus und einer davon durch einen Wassergraben getrennten Vorburg. Diese Anlage wurde nach früherer Überlieferung 1405 von Kölner Truppen belagert und zerstört, denn Mitglieder der Familie der Herren von Kalkum befanden sich von Ende des 14. bis Anfang des 15. Jahrhunderts mit der Stadt Köln in Fehde, die als Kalkumer Fehde in die rheinische Geschichte einging. Allerdings wird in zeitgenössischen Chroniken zu den damit verbundenen kriegerischen Aktionen lediglich von der Zerstörung des Hauses von Arnold von Kalkum (heren Arnols huyss) und nicht explizit von der Burg in Kalkum berichtet. Neuere Forschungen legen nahe, dass es sich bei dem niedergebrannten Haus nicht um die Kalkumer Burg, sondern um das südlich von Duisburg liegende Haus Remberg gehandelt hat.

### Kalkum unter der Familie von Winkelhausen
Ihren abgebrannten Rittersitz bauten die Herren von Kalkum nach Ende der Fehde wieder auf. Eine Karte aus der Zeit um 1600 zeigt ihn als ein Ensemble dreier durch gangartige Bauten miteinander verbundener Häuser, die allseitig von einem gemeinsamen Wassergraben umgeben waren. Jedoch blieb die Anlage nicht mehr lange in Besitz der Herren von Kalkum, denn um die Mitte des 15. Jahrhunderts starb die auf Kalkum ansässige Linie der Familie im Mannesstamm aus, und die Burg kam als Erbe an die Familie von Winkelhausen, deren Stammsitz, das Haus Winkelhausen, wenige Kilometer nördlich von Kalkum lag. Wann genau dies geschah ist bis heute nicht eindeutig geklärt. Urkundlich belegt ist, dass Grete von Kalkum ihre Güter im Kirchspiel Kalkum 1443 Hermann von Winkelhausen vermachte. Darunter könnte sich auch das Haus Kalkum befunden haben. Belegt ist, dass die damalige Burg 1465 in Winkelhausener Besitz war, denn in jenem Jahr bestimmte Herrmann von Winkelhausen Kalkum am 27. Oktober zum Witwensitz für seine Frau Agnes. Auch im 17. Jahrhundert diente die Anlage mehrmals zur Versorgung verwitweter Angehöriger der Familie. Nach der Erbschaft im 15. Jahrhundert verlegte die Familie von Winkelhausen ihren ständigen Wohnsitz nach Kalkum. Um 1500 war dessen Besitzer Johann von Winkelhausen. Von ihm kam die Anlage erst an seinen Sohn Ludger und 1556 schließlich an dessen Neffen gleichen Namens. Dieser Ludger von Winkelhausen war jülich-bergischer Rat, Stallmeister und Marschall sowie Amtmann von Hückeswagen, Bornefeld und Mettmann. 1553 war seine Familie durch Privileg Kaiser Ferdinands III. zudem in den Freiherrenstand erhoben worden.

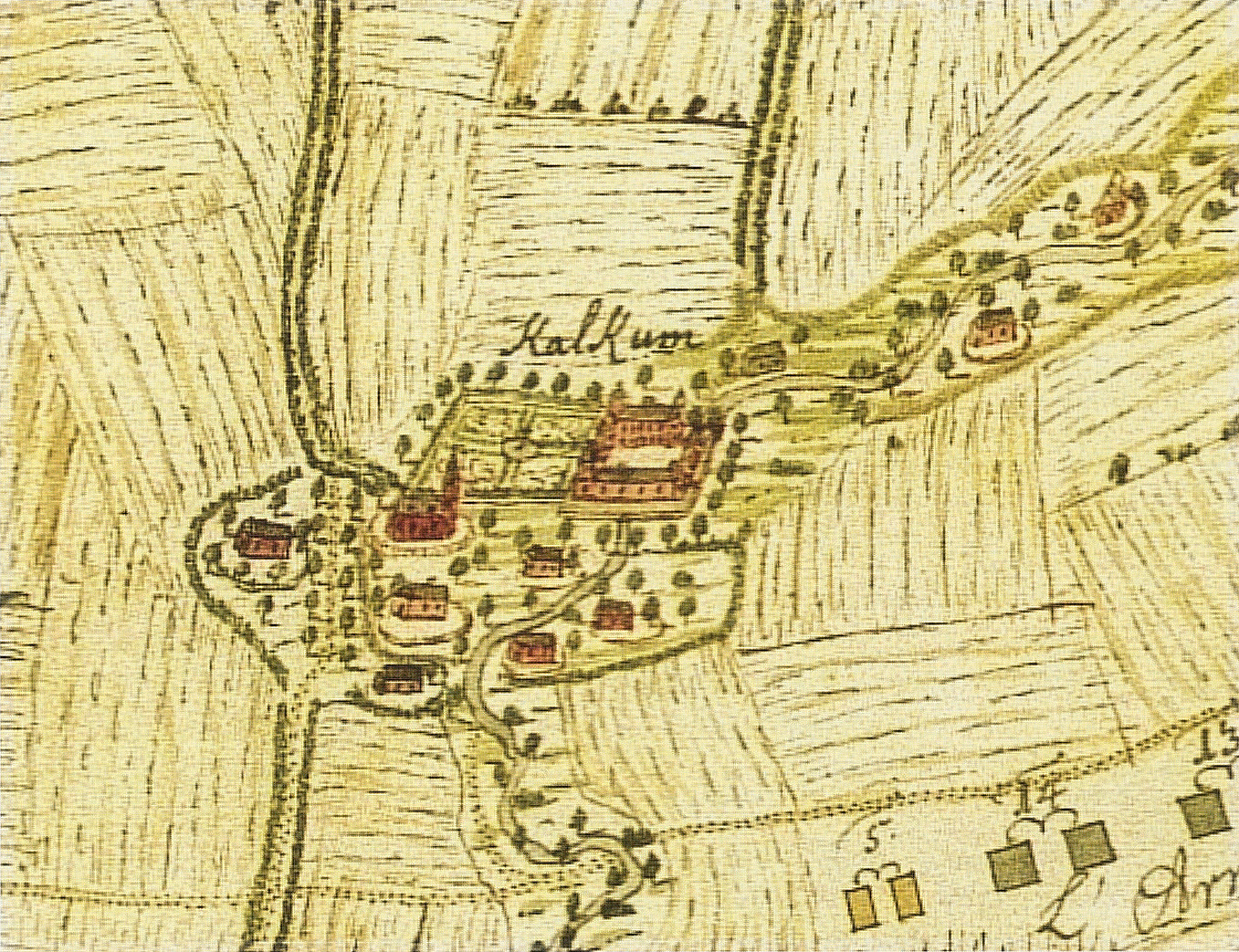
Darstellung des Schlosses auf einer Kriegskarte aus dem Jahr 1702

Ludger ließ die alte gotische Wasserburg unter teilweiser Verwendung der alten Bausubstanz bis 1663 zu einem repräsentativen Barockschloss um- und ausbauen. Das herrschaftliche Wohnhaus an der Südwest-Ecke der Anlage, Oberhaus genannt, erhielt nicht nur große Rechteckfenster und ein neues Dach, sondern seinen zwei im rechten Winkel aneinanderstoßenden Flügeln wurde auch ein quadratischer Eckturm mit geschweifter Haube und Laterne angefügt. Das Hauptaugenmerk bei den Arbeiten lag aber auf der Vergrößerung der Vorburggebäude. Die alten Ökonomiebauten ließ Ludger vollständig niederlegen und anschließend eine neue vierflügelige Vorburg errichten, die mehr als doppelt so groß wie ihre Vorgängerin war. Gemeinsam mit dem Herrenhaus hatte das Schloss nun seine bis heute erhaltene viereckige Grundrissform und war von einem neu ausgehobenen Wassergraben umgeben. Eine Zeichnung des wallonischen Malers Renier Roidkin aus der Zeit um 1720/1730 zeigt Schloss Kalkum nach den Umbau- und Erweiterungsarbeiten. Zum damaligen Baubestand gehörte eine Schlosskapelle nördlich des zweigeschossigen Herrenhauses. Auf diesen nicht mehr erhaltenen Bau deutet ein auf der Roidkin-Zeichnung dargestellter Dachreiter hin. Zudem lässt ein Steinfundament, das an der entsprechenden Stelle gefunden wurde, auf einen Altar schließen. An der Nordost-Ecke der Vorburg stand ein polygonaler Eckturm mit doppelt geschweifter Barockhaube, der heute nicht mehr erhalten ist. Über den südlichen Wassergraben führte eine Holzbrücke zu einem Vierecksturm mit Tor.

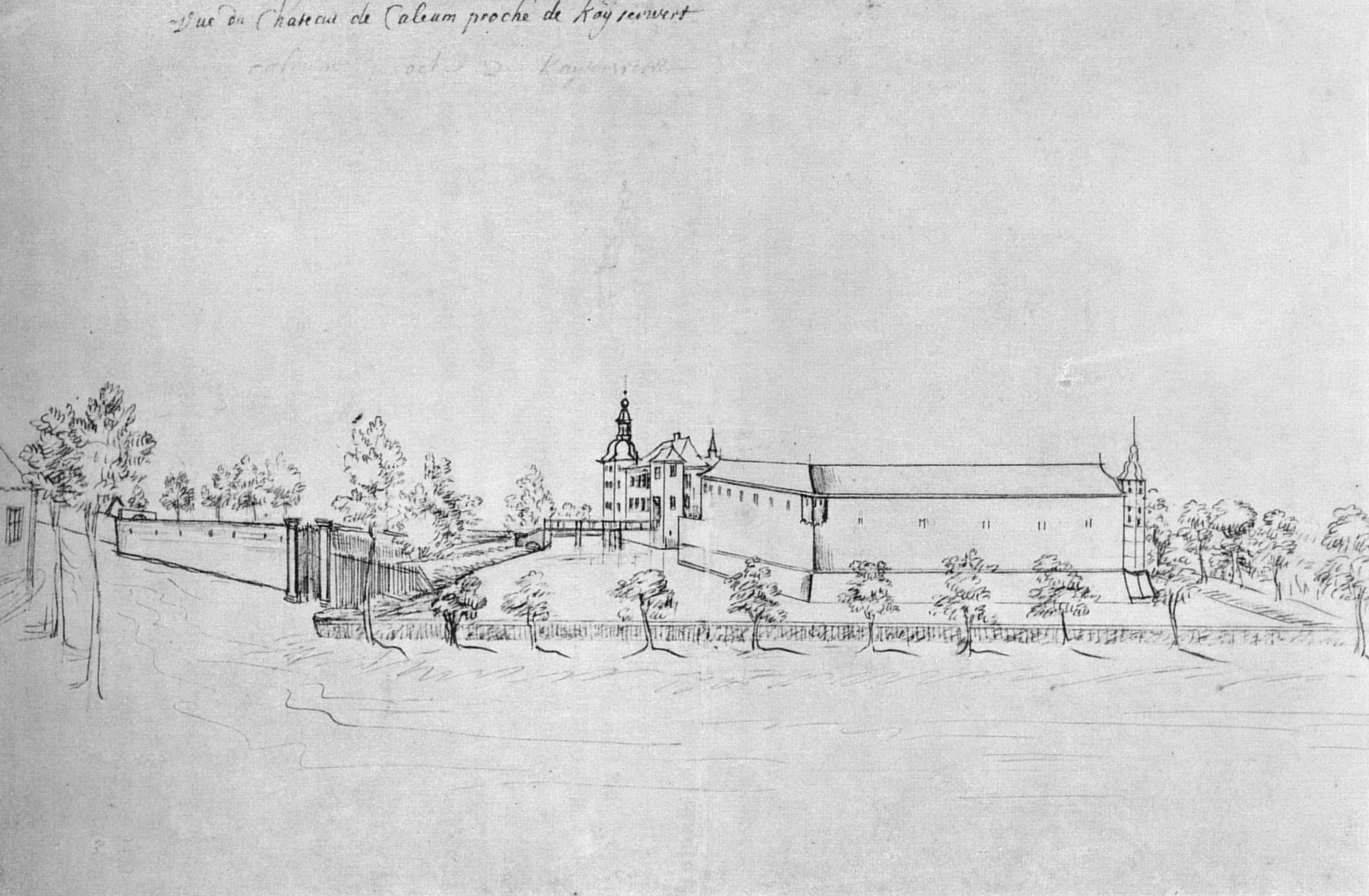
Schloss Kalkum auf einer Zeichnung Renier Roidkins von 1720/1730

Nach dem Tod Ludgers von Winkelhausen im Jahr 1679 trat sein Sohn Philipp Wilhelm das Erbe an. Während seiner Zeit als Schlossherr war Kalkum durch die Nähe zum stark befestigten Kaiserswerth fast ständig in kriegerische Handlungen verwickelt. Im Zuge des Pfälzischen und des anschließenden Spanischen Erbfolgekriegs wurde die Anlage stark in Mitleidenschaft gezogen. 1688 hatten Soldaten des Sonnenkönigs Ludwig XIV. Kaiserswerth besetzt. Der französische Kriegsminister Louvois verlangte von Philipp Wilhelm, seinen Besitz zu entfestigen, indem der Schlossgraben verfüllt und sämtliche Wehrmauern niedergelegt werden sollten. Als diese Forderungen nicht umgehend erfüllt wurden, besetzten französische Truppen die Anlage und verwüsteten sie. Ihr Aufenthalt auf Kalkum dauerte aber nicht lange, denn die deutschen Reichsfürsten hatten sich zusammengeschlossen, um die Franzosen vom Niederrhein zu vertreiben. Die französischen Soldaten mussten das Schloss schließlich räumen und vor den anrückenden alliierten Truppen Brandenburgs, Münsters und Hollands fliehen, von denen dann einige selbst im Schloss Quartier bezogen. Der Wechsel der Besatzungen ging mit ständigem Beschuss der Anlage einher, durch den sie erhebliche Schäden an Mauerwerk und Dächern erlitt. Auch die Einquartierungen der Soldaten – allein der Oberstleutnant von Kalkstein vom brandenburgischen Regiment kam mit 40 Pferden und 200 Fußsoldaten – beeinträchtigten die Bausubstanz. Trotz der Unsicherheiten blieb die Familie von Winkelhausen während dieser Zeit auf Schloss Kalkum wohnen. Auch während des Spanischen Erbfolgekriegs, in dessen Verlauf Kaiserswerth Ende November 1701 erneut von französischen Truppen eingenommen und 1702 von verbündeten Reichstruppen Hollands und Preußens unter der Führung des Kurfürsten Johann Wilhelm II. belagert und zurückerobert wurde, fand sich Kalkum in die Kämpfe verwickelt. Wieder bezogen Soldaten im Schloss Quartier. Diesmal wurden zwar nicht die Gebäude durch kriegerische Handlungen beschädigt, aber durch Schanzarbeiten waren Gärten, Äcker und Wiesen verwüstet und konnten nicht mehr bewirtschaftet werden. Außerdem hatten die Besatzer zahlreiche Gerätschaften und auch Möbel aus dem Schloss fortgebracht oder zerstört.

### Übergang an die Familie von Hatzfeldt und erneute Einquartierungen
Die Familie von Winkelhausen wurde durch Kurfürst Johann Wilhelm in seiner Eigenschaft als Reichsvikar in Vertretung des Kaisers am 2. Oktober 1711 in den Reichsgrafenstand erhoben. Philipp Wilhelms Sohn aus seiner Ehe mit Anna Maria von Hompesch, Graf Franz Carl, verstarb 1737. Als kurz darauf dessen einziger Sohn Karl Philipp 1739 ebenfalls starb, erlosch die Kalkumer Linie der Grafen von Winkelhausen im Mannesstamm. Alleinerbin des Besitzes wurde Philipp Wilhelms Tochter Isabella Johanna Maria Anna, die am 17. November 1703 Edmund Florenz von Hatzfeldt-Wildenburg-Weisweiler geheiratet hatte. Durch sie gelangte das Schloss an die Familie ihres Mannes. Sie erbte aber nicht nur das Schloss, sondern auch die damit verbundenen Schulden in Höhe von 77.000 Reichstalern. Durch kluges Wirtschaften gelang es der Familie, wieder eine stabile finanzielle Lage zu schaffen. Anfänglich hielten sich die von Hatzfeldts allerdings nur selten in Kalkum auf. Die Anlage wurde nur noch durch einen Rentmeister und den Pächter der zum Schloss gehörigen landwirtschaftlichen Flächen bewohnt. Ein Oberförster verwaltete den ausgedehnten Waldbesitz. Weil das Herrenhaus meist unbewohnt war, verschlechterte sich sein baulicher Zustand zusehends. Erschwerend kamen erneute Einquartierungen von Soldaten während des Österreichischen Erbfolgekriegs und des Siebenjährigen Kriegs hinzu. 1741 bis 1742 nutzten es französische Soldaten unter dem Marschall Jean-Baptiste Desmarets. Im Siebenjährigen Krieg waren es zunächst auch wieder Franzosen, die bis zum 18. April 1758 ihr Lager auf Schloss Kalkum aufschlugen. Ihnen folgten im Juni Hannoversche Truppen unter General von Wangen, die von Soldaten der Verbündeten abgelöst wurden, ehe im November wieder ein französischer Regimentsstab das Schloss für seine Zwecke beschlagnahmte. Gegen dessen Einquartierung half auch kein Befreiungsschein, den der französische Marschall Charles de Rohan, Fürst von Soubise, für das Schloss ausgestellt hatte. Er wurde schlichtweg ignoriert. Die wechselnden Einquartierungen hörten mit Ende des Siebenjährigen Kriegs auf, doch bis dahin hatte die Bausubstanz stark gelitten. 1747 bis 1755 erfolgten größere Umbauten an den Wirtschaftsgebäuden, darunter die Erweiterung der Pferdeställe sowie die Einrichtung einer Sattelkammer. 1778 erwog der Schlossherr eine Vergrößerung des Wohnhauses, doch dieser Plan wurde nicht verwirklicht.

### Umbau zum klassizistischen Schloss
Erst zu Beginn des 19. Jahrhunderts sollte Schloss Kalkum wieder dauerhaft als Wohnsitz genutzt werden. 1806 kam Maria Anna von Kortenbach, die Witwe des kurz zuvor verstorbenen jülichschen Landmarschalls Edmund Gottfried von Hatzfeldt (1740–1806) nach Kalkum, um das Schloss als Witwensitz zu nutzen. Gemeinsam mit Maria Anna kamen ihre 1799 verwitwete Schwiegertochter Frederike Maria Hubertine von Hersell (1758–1833) und der 1798 geborene Enkel Graf Edmund von Hatzfeldt. Weil sie das Schloss aber unbewohnbar vorfanden, zogen sie vorübergehend nach Kinzweiler, ehe sie ab Herbst in der Pächterwohnung auf Schloss Kalkum unterkamen. Den anschließenden Winter 1806/07 verbrachten sie im Hof von Holland in Düsseldorf und bezogen im Frühjahr erneut Quartier im Kalkumer Schloss, diesmal in einem kleinen Raum in der Rentmeisterwohnung. Der Witwe war schnell klar, dass es ausgedehnter Bauarbeiten bedurfte, um Kalkum zukünftig als Wohnsitz nutzen zu können. Ihr verstorbener Mann hatte noch im Juli 1805 das Angebot eines schwedischen Obristen, der auf der Suche nach einem angemessenen Landsitz war, Schloss Kalkum zu pachten und wieder in einen bewohnbaren Zustand zu versetzen, ausgeschlagen. Maria Anna engagierte den Krefelder Baumeister Georg Peter Leydel, um das heruntergekommene Barockschloss zu einer großzügigen Residenz im Stil des Klassizismus umzubauen. Leydel ließ fast alle Gebäude im Inneren unverändert, aber gestaltete das Äußere der Anlage symmetrischer. So hob er die Trennung von Herrenhaus und Vorburg auf, indem er den teilenden Wassergraben zuschütten und die Lücken durch Zwischenbauten schließen ließ. Zusätzlich wurde der westliche Teil der Vorburg abgerissen und durch eine Kopie des barocken Herrenhauses ersetzt. Die Verlegung der Hauptzufahrt von der Nord- an die Westseite komplettierte die Leydelschen Umbaupläne.

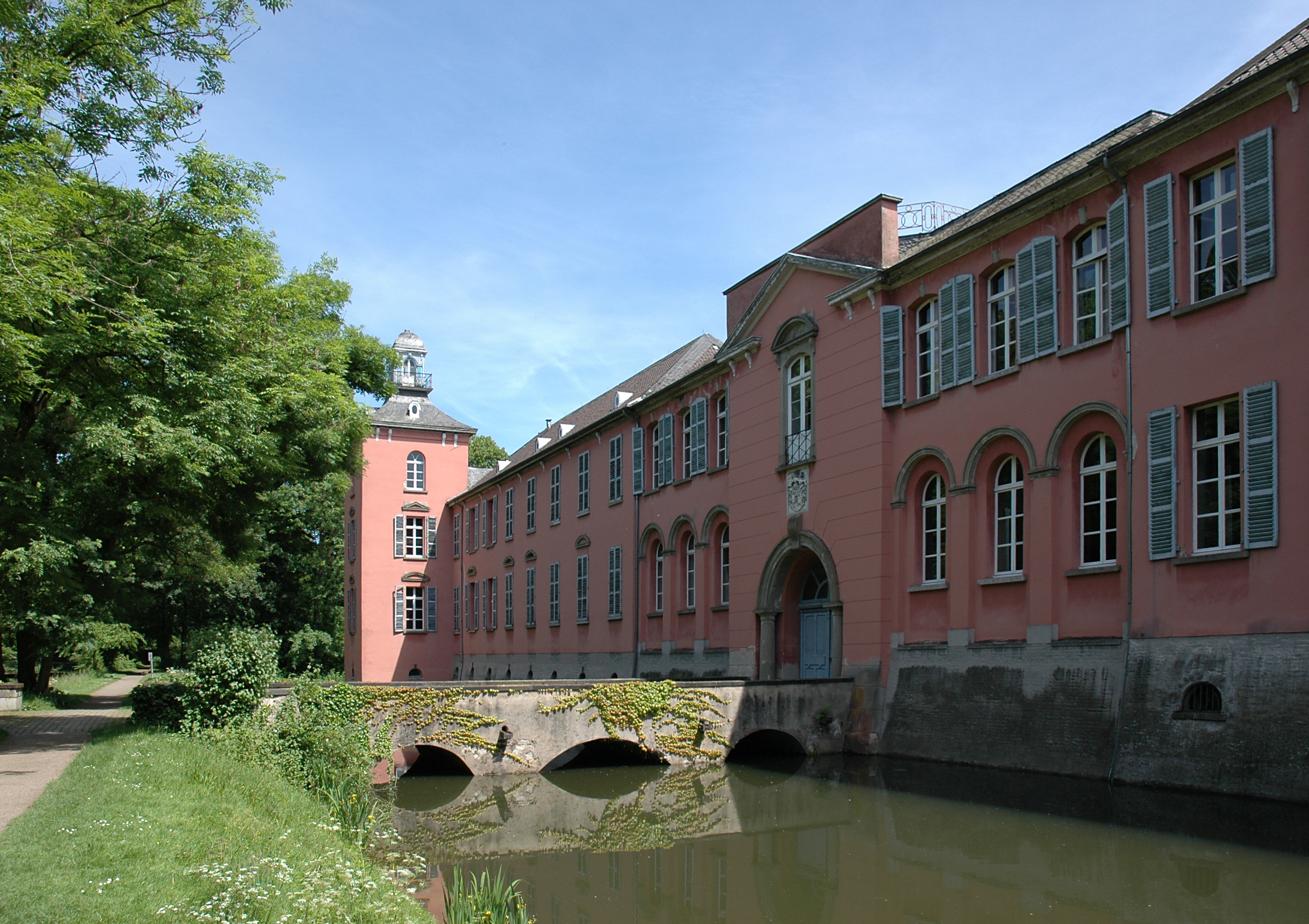
Die symmetrisch gestaltete repräsentative Schaufassade des Westflügels (2014)

Reparaturen an der Vorburg im Jahr 1808 markierten den Start der folgenden, sechs Jahre dauernden Bauarbeiten am Schloss, die Leydel anfänglich auf nur vier Jahre kalkuliert hatte. Das Herrenhaus erfuhr ab November 1809 einen nur verhältnismäßig geringfügigen Außenumbau: Dort wurden Decken und Dächer sowie die Mauerkrone ausgebessert und das Gebäude an der Westfront von sechs auf acht Fensterachsen verlängert. Ein neu errichteter, niedriger Mittelbau mit Portal verband das Herrenhaus mit seinem kurz zuvor gebauten Pendant an der Nordwest-Ecke der Anlage. Dieses Gegenstück des Herrenhauses besaß wie das Original zwei Flügel; der westliche war nach Abriss des dortigen Vorburgflügels völlig neu aufgeführt worden, der nördliche, später Rentei- und Domestikenflügel genannt, bestand aus dem einstigen Halfenhaus, das 1812/1813 um ein Geschoss auf drei Etagen und damit auf die Höhe des Westflügels aufgestockt wurde. Bereits 1811 war der nordwestliche Eckturm – zeitgleich mit dem Turm am Nordeingang – niedergelegt und neu aufgemauert worden. Durch die Fertigstellung des mittigen Portalbaus im gleichen Jahr besaß Schloss Kalkum eine symmetrisch gestaltete, repräsentative Schaufront. Der westliche Teil des bisherigen Vorburgflügels im Süden wurde im September 1810 abgerissen und die dortige Lücke durch den sogenannten Küchenbau, ein zweigeschossiges Zwischengebäude mit drei Fensterachsen, geschlossen. Seine Höhe war zunächst durch den sich östlich anschließenden Stall bestimmt. Nach Abschluss aller Arbeiten an der Vorburg erhielt diese einen hellen ockerfarbenen Anstrich, während die weiße Außenfarbe des übrigen Schlosses nicht geändert wurde. Ab 1810 waren Handwerker mit der Umgestaltung des Herrenhausinneren im strengen Empire-Stil befasst. Von dieser ersten Ausstattung der Wohnräume mit aufwändigen Stuckaturen, wertvollen Tapeten und prächtigen Wandmalereien ist durch spätere Umgestaltungen kaum etwas erhalten. Für die Stuckarbeiten war Engelbert Selb aus Krefeld verantwortlich. Die Tapeten lieferte der Tapezierer J. G. Lentzen aus Aachen. Bei dem von ihm im November 1811 ausgeführten Arbeiten kamen nicht nur Papiertapeten zum Einsatz, sondern auch teilweise sehr teure Stoffe, so zum Beispiel im sogenannten Turmzimmer, das eine Wandbespannung aus chinesischer Seide besitzt. Die Wandmalereien fertigte der Düsseldorfer Dekorationsmaler Ludwig Pose an, der später auch im Schloss Jägerhof und auf Burg Rheinstein arbeitete. Im April 1813 war das Herrenhaus so weit fertiggestellt, dass es die Familie von Hatzfeldt beziehen konnte. Nur wenige Monate später lag Anfang 1814 für einige Monate russische Einquartierung im Schloss, nachdem diese die dort zuvor stationierten französischen Soldaten vertrieben hatte.

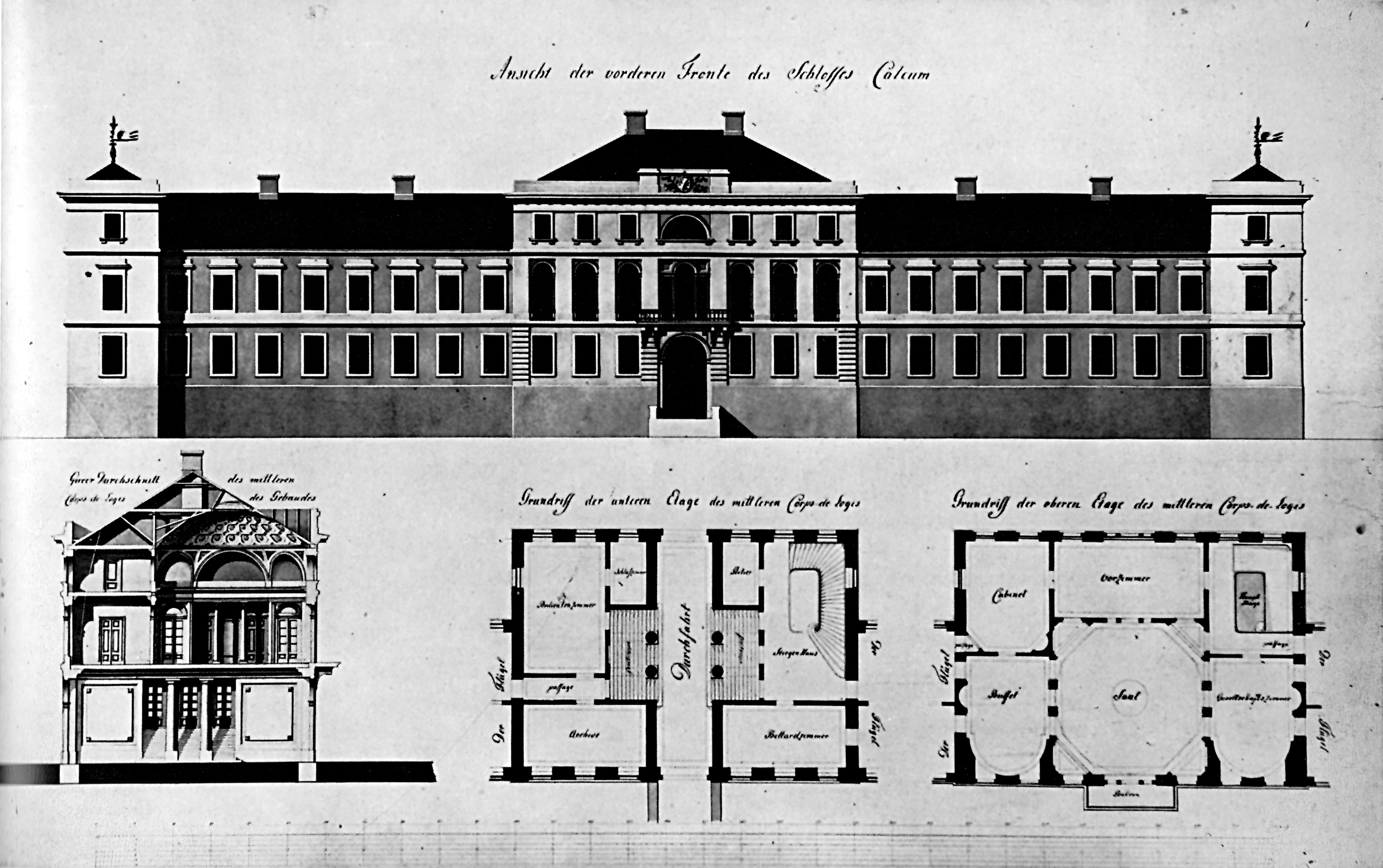
Gestaltungsvorschlag für den westlichen Mittelbau von August Reinking

Derweil hatte es Streit zwischen der Gräfin und ihrem Baumeister gegeben, und die beiden gingen getrennte Wege. Ab 1815 tauchte Leydel nicht mehr in den gräflichen Baurechnungen auf, allerdings war der Schlossumbau zu jener Zeit noch unvollendet. Erschwerend kam hinzu, dass Leydel niemals Pläne für den Umbau abgeliefert hatte, sodass Maria Anna von Kortenbach neue Entwürfe für den Weiterbau anfertigen lassen musste. Dabei wurde berücksichtigt, dass der Schlossherrin die bisherige Gestaltung zu schlicht und zu wenig repräsentativ war. Ein erster kleinerer Umbau fand 1817 statt, als das Westportal nach Plänen Johann Peter Cremers, der kurze Zeit später das Aachener Stadttheater entwarf und ein enger Mitarbeiter von Adolph von Vagedes war, um einen Risalit ergänzt wurde. 1819 ließ die Schlossherrin durch den in den Jahren zuvor am Schloss Oberhausen tätigen August Reinking einen Vorschlag zur Umgestaltung des schlichten Leydelschen Mittelbaus im Westflügel zu einem stattlichen Corps de Logis erarbeiten. Er sah die Aufstockung des Baus und seine Vertiefung auf der Innenhofseite vor. Das flache Dach sollte von einer Kuppel bekrönt und hinter einer breiten Balustrade versteckt werden. Außerdem plante Reinking, das dritte Geschoss der beiden Ecktürme abzutragen und durch ein niedriges Mezzaningeschoss zu ersetzen, um den Türmen die Dominanz an der Westfassade zu nehmen. Reinkings unerwarteter Tod, nur wenige Monate, nachdem er die Entwürfe eingereicht hatte, vereitelte jedoch die Umsetzung des Plans. Gräfin Maria Anna sah sich gezwungen, wieder auf Architektensuche zu gehen, und erkor den aus Karlsruhe stammenden Friedrich Weinbrenner zum Nachfolger. Weinbrenner hielt sich zu jener Zeit in Düsseldorf auf, weil er an Plänen für den Neubau des Düsseldorfer Theaters arbeitete. Er legte der Gräfin 1820 ebenfalls einen Entwurf für die Umgestaltung der westlichen Schlossfassade vor; da aber Weinbrenners Neubaupläne für das Düsseldorfer Theater scheiterten, ging er zurück in seine Heimatstadt, und so blieb auch sein Plan für Kalkum unausgeführt.

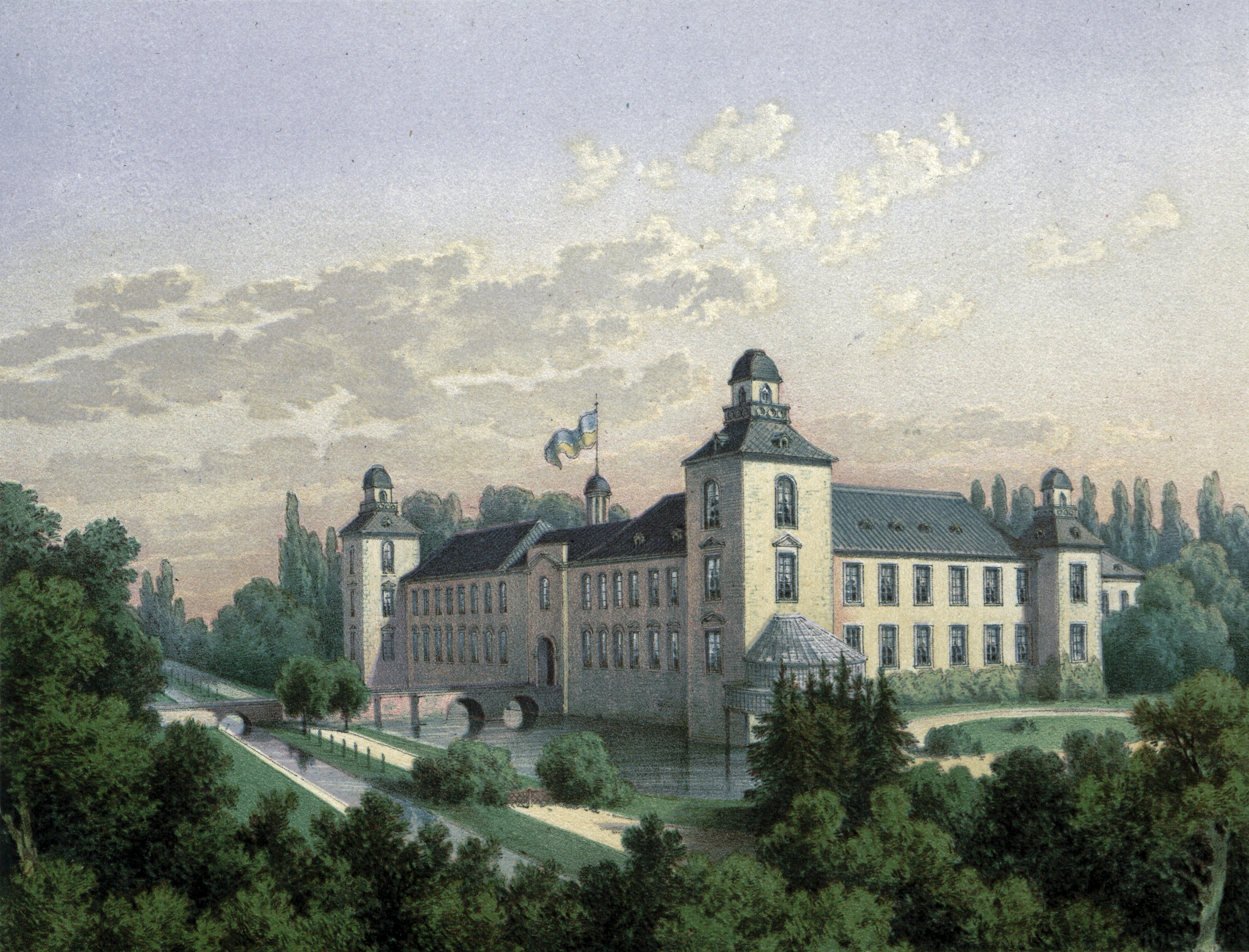
Schloss Kalkum vor 1841, Lithografie aus der Sammlung Duncker

Bereits seit 1818 war ein weiterer Architekt mit Arbeiten am Schloss befasst: Anton Schnitzler, ein Vagedes-Schüler. Nach seinen Plänen wurde der Küchenbau im Südflügel 1821 umfassend verändert. Er setzte dem Bau ein zweites, niedriges Obergeschoss auf, um es in der Höhe dem westlich daran anschließenden Herrenhaus anzugleichen. Das neue Stockwerk diente fortan als Bediensteten-Unterkunft. Auch die Gestaltung der Außenfassade wurde durch einen flach vortretenden Mittelrisalit und neue Fenster verändert. Dabei griff Schnitzler auf einen Trick zurück: Um die Fassade der drei Küchenbauetagen dem zweigeschossigen Herrenhaus anzupassen, beleuchtete die untere Reihe der hohen Rundbogenfenster nicht nur das Erdgeschoss, sondern auch noch das darüber liegende, niedrige Zwischenstockwerk. Wahrscheinlich wurde im Zuge dieser Umbauarbeiten auch der Südeingang von dem flankierenden Vierecksturm in den Küchentrakt verlegt. Etwa zur gleichen Zeit wurden um 1820 am Südrand des Schlossparks Häuser für die Schlossbediensteten gebaut. Bis in die 1820er Jahre waren der nördliche Westflügel des Schlosses sowie das Obergeschoss des Rentei- und Domestikenflügels nur im Rohbau fertiggestellt. Nun wurde deren Innenausbau angegangen. Anlass dafür war Platzmangel, der durch die Geburt mehrerer Kinder in der Hatzfeldt-Familie entstanden war. Am 10. August 1822 hatte Maria Annas Enkel Edmund in der Kapelle von Schloss Allner die mit ihm verwandte 17-jährige Sophie von Hatzfeldt-Schönstein geheiratet. Zwei Tage nach der Eheschließung richtete die Familie für das Paar eine pompöse Hochzeit auf Schloss Kalkum aus, in dem die beiden Jungverheirateten anschließend wohnten. Eigens für dieses Fest wurde das Billardzimmer grundüberholt. In den Tagen nach der Feier mussten zahlreiche Fensterscheiben im Schloss ersetzt werden, weil sie bei dem Abendfeuerwerk der Veranstaltung zu Bruch gegangen waren.
Bis 1833 stand an der Nordost-Ecke ein schlanker Vierecksturm mit doppelt geschweifter Barockhaube, der als Taubenturm diente. In jenem Jahr wurde er abgebrochen und die dabei entstandene Lücke durch eine Mauer geschlossen. Im September desselben Jahres verstarb die Gräfin Maria Anna von Kortenbach. Ihr Enkel Edmund folgte ihr als Schlossbesitzer nach. Dieser engagierte 1836 den Essener Stadtbaumeister Heinrich Theodor Freyse als leitenden Architekten für eine Umgestaltung der Räume im Herrenhaus. Unter ihm, der zuvor für den Neubau von Schloss Heltorf verantwortlich gewesen war, wurden ab 1837 die sogenannten Prunkräume geschaffen. Diese Wohn- und Gesellschaftsräume erhielten bis 1841 nach den Plänen Freyses ein aufwendiges spätklassizistisches Dekor. Dabei griff man mit Ludwig Pose und dem Tapezierer Lentzen auf zwei der Fachleute zurück, die schon unter Leydel für einen Teil der Innenausstattung verantwortlich gewesen waren. Die Stuckarbeiten wurden von dem Kölner Stuckateurmeister Lenhardt und seinem Gesellen Moosbrugger ausgeführt. Der Skulpturenschmuck stammte aus der Werkstatt des Düsseldorfer Bildhauers Dietrich Mein(h)ardus. 1841/42 kamen die Arbeiten zu einem Abschluss, indem der Westflügel des Schlosses sowie die übrigen Fronten des Herrenhauses und des Renteiflügels einen neuen Verputz erhielten, der nach dem Vorschlag Freyses hellrosa gestrichen wurde.

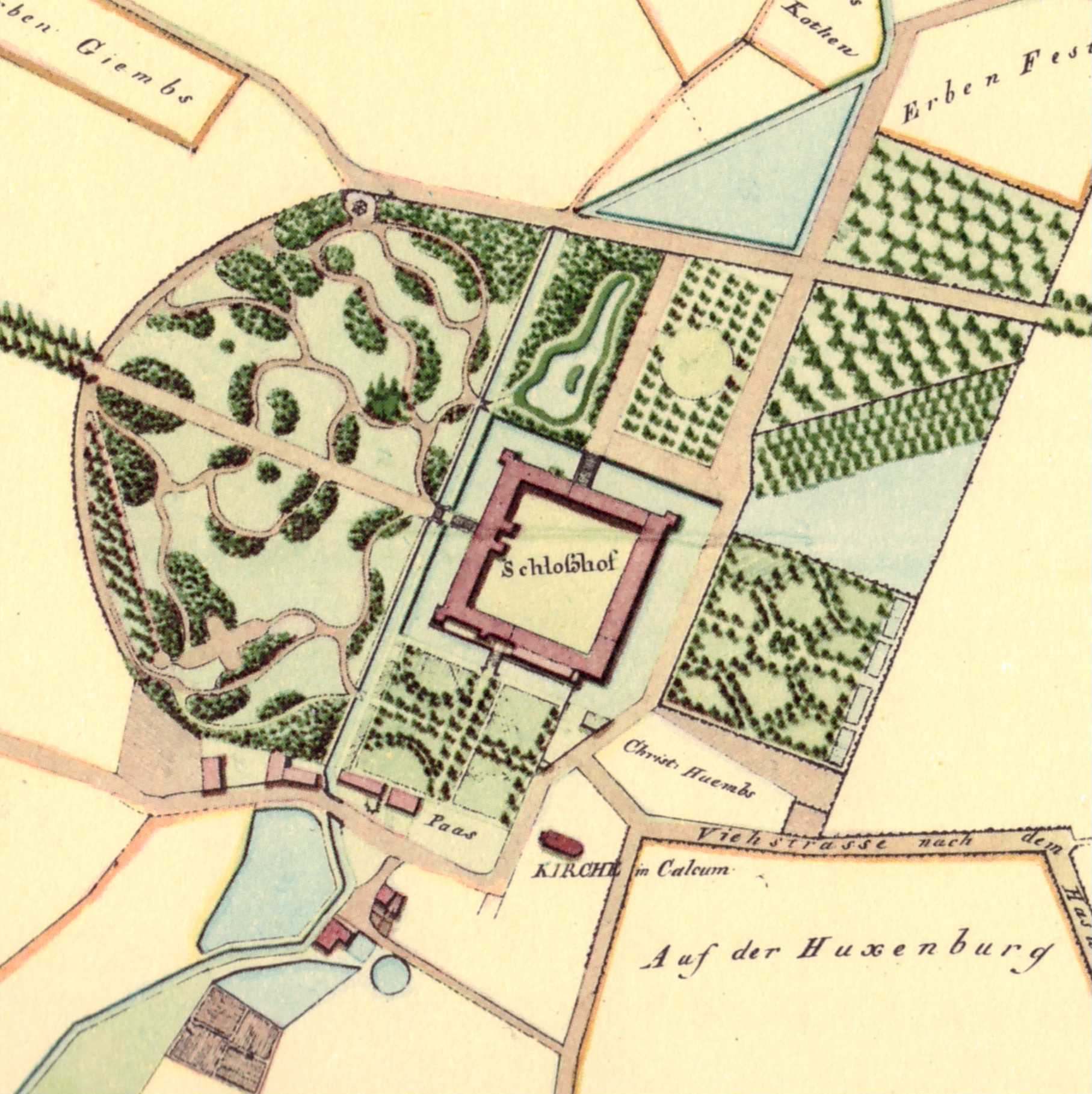
Schloss Kalkum mit Park- und Gartenanlagen; Ausschnitt aus einer nicht ganz genauen Karte des Geometers S. Pesch vom Mai 1823

Zeitgleich mit den Umbauarbeiten ab 1808 ließ Gräfin Maria Anna einen neuen Schlosspark im englischen Landschaftsstil anlegen. Die Pläne dazu lieferte Maximilian Friedrich Weyhe, der sie mit Georg Peter Leydel auf dessen Bauvorhaben abstimmte. Wahrscheinlich war es sogar Leydel, auf dessen Empfehlung Weyhe den Auftrag erhielt. Westlich des Schlosses bestand bereits ein kleiner Park aus der Barockzeit, der umgestaltet und dabei vergrößert werden sollte. Um die Erweiterung durchführen zu können, wurden durch Tausch Grundstücke westlich des Schlosses erworben. Am 18. November 1807 hielt sich Maximilian Friedrich Weyhe das erste Mal in Kalkum auf, um sich einen Eindruck vor Ort zu verschaffen und eine Vermessung vorzunehmen. Schon am 26. Januar lieferte er der Schlossherrin seine Pläne zur Um- und Neugestaltung des Kalkumer Parks, deren Originale aber heute nicht mehr erhalten sind. Der Düsseldorfer Hofgärtner leitete die Gartenarbeiten in Kalkum bis 1819 (in jenem Jahr war die Anlage im Wesentlichen abgeschlossen), wobei der ursprüngliche Plan im Laufe der Umsetzung immer wieder durch neue Elemente ergänzt wurde, so dass die Arbeiten bis 1825 andauerten. Unter Weyhes Leitung wurde aber nicht nur ein neuer Landschaftsgarten gestaltet, sondern auch Nutzgärten sowie ein Parkweiher und eine Reitbahn nördlich des Schlosses angelegt. Gemeinsam mit Leydel setzte er am 12. Juni 1809 die endgültigen Grenzen des englischen Gartens fest und war fortan bis 1819 einmal im Monat in Kalkum, um den Fortgang der Arbeiten zu begutachten. Bis 1818 wurden 7572 Bäume und Sträucher für die Gestaltung der Garten- und Parkanlagen nach Kalkum geliefert. Den Schwarzbach, der heute noch die Schlossgräfte speist, ließ Weyhe kanalisieren, sodass er an der Westseite geradlinig von Süden nach Norden fließt. Den Aushub des Weihers nördlich des Schlossgevierts nutzte er, um zwischen November 1812 und Mai 1813 einen Hügel am nördlichen Rand des Landschaftsgartens aufwerfen zu lassen, auf dem bis 1818 ein kleiner Tempel in der Tradition der Chinoiserie erbaut wurde. Im Jahr darauf erfolgte die Anlage einer Schießbahn im südwestlichen Bereich des Parks und zugleich die Renovierung des in der Nähe gelegenen Eiskellers. Südlich der Schlossgebäude existierte auf Höhe des Herrenhausflügels vor dem Wassergaben ein älterer, durch ein Wegekreuz traditionell gestalteter formaler Garten, den Weyhe zu einem Nutzgarten umwidmete. Der an diesen Garten grenzende Teil des Grabens wurde 1825 verfüllt und die dadurch gewonnene Fläche dem Südgarten zugeschlagen. Auf dieser Fläche wurde 1835 an der Südseite des Südwest-Turmes nach Weyhes Plänen ein luxuriöses, Blumenhaus genanntes Treibhaus errichtet. Zudem entstand im östlichen Bereich, angelehnt an die südliche Außenmauer, eine über 20 Meter lange Orangerie und parallel davor im Sommer 1838 das sogenannte Ananashaus.
Nach Ende der Arbeiten an den Schlossgebäuden und Fertigstellung der Gärten wurde das Schloss aber nur noch selten von der Familie Hatzfeldt als Wohnsitz genutzt. Sie hielt sich meist in Düsseldorf auf. Schon 1840 waren der landwirtschaftliche Betrieb sowie die Schweine- und Viehställe aufgegeben worden. Kalkum diente fast nur noch als Sitz der Hatzfeldtschen Hauptverwaltung, die unter Leitung eines Rentmeisters stand. Trotzdem rückte die Anlage während des 19. Jahrhunderts noch einmal ins Blickfeld der Öffentlichkeit, als die Gräfin Sophie von Hatzfeldt ab 1846 die Trennung von ihrem Ehemann Edmund betrieb. Die Ehe der beiden war 1822 aus rein familienpolitischen Gründen geschlossen worden und keine glückliche Verbindung. Die Angelegenheit artete in einen wahren Scheidungskrieg aus und wurde von beiden Seiten mit erbitterter Härte geführt. Die Gräfin ließ sich dabei von dem jungen Ferdinand Lassalle als Anwalt vertreten. Der Scheidungsprozess wurde vor sechs Gerichten geführt, ehe sich die Parteien 1854 in einem Vergleich darauf einigten, dass Sophie von Hatzfeldt ihre Allode zurückerhielt und damit finanziell unabhängig wurde.

### Wechselnde Nutzungen und Niedergang
Unter Edmunds und Sophies Sohn Alfred und dessen Frau Gabriele von Dietrichstein-Proskau-Leslie erfolgten in der zweiten Hälfte des 19. Jahrhunderts noch einmal einige kleinere Bauarbeiten im Schloss, so zum Beispiel 1867 die Installation mehrerer Porzellanöfen. Kurz darauf gab es um 1870 Änderungen an der Innendekoration, wodurch die klassizistische Ausstattung in allen Wohnräumen mit Ausnahme des Musiksaals verlorenging. Trotzdem verbrachten Fürst Alfred und seine Frau nur noch wenig Zeit auf Kalkum. Alfred, der am 10. Mai 1870 in den preußischen Fürstenstand erhoben worden war, wurde 1911 von seinem Neffen Paul Hermann von Hatzfeldt beerbt. Unter ihm wurde das Schloss als Wohnsitz endgültig aufgegeben und 1912 die Hatzfeldtsche Rentei nach Crottorf verlegt, dem Hauptwohnsitz Paul Hermanns und seiner Frau Maria von Stumm. Das Herrenhaus wurde anschließend vermietet, die Schlosseigentümer behielten sich nur einige Räume für vorübergehende Aufenthalte in Kalkum vor. Zu den Mietern gehörten unter anderem die Familien von Spee, von Stumm und von Benningsen. Da neben dem Rentmeister auch noch einige im Dienst des Fürsten stehende Familien ihre Wohnungen im Schloss behielten, wurden Gebäude und Park weiterhin gut gepflegt. Das änderte sich auch nicht, als 1915 während des Ersten Weltkriegs ein Rekrutendepot im Schloss eingerichtet wurde und nach Kriegsende erst ein Soldatenrat, dann Spartakisten in der Anlage Quartier bezogen. Von 1938 bis 1945 wohnte dort der Maler Richard Gessner. Er hielt seine Eindrücke von der Anlage in zahlreichen Gemälden fest, die heute unter anderem im Stadtmuseum Düsseldorf zu sehen sind.
Der bis dahin gute bauliche Zustand der Anlage änderte sich mit dem Zweiten Weltkrieg. Zur Sicherung des nahe gelegenen Düsseldorfer Flughafens wurde im Innenhof des Schlosses ein Flakturm errichtet. Mannschaften und Offiziere der Luftabwehr bezogen die Schlossgebäude, während Flakhelferinnen in einer eigens für sie errichteten Baracke auf dem Areal der Reitbahn im nördlichen Parkbereich untergebracht wurden. Schloss Kalkum erhielt während des Kriegs zwar keine direkten Bombentreffer, aber häufige Einschläge in der Umgebung verursachten massive statische Probleme im Dachgebälk. Die unsachgemäße Nutzung als Soldatenunterkunft sowie als Lagerraum für Düsseldorfer Firmen war der Bausubstanz ebenfalls abträglich. Außerdem entstanden durch die Splitterwirkung der Flakgeschosse starke Schäden am Baumbestand des Schlossparks, der durch den Mangel an Arbeitskräften allmählich verwilderte. Nach Kriegsende beschlagnahmten englische Besatzungstruppen die Anlage und funktionierten das Herrenhaus zu einer Offiziersmesse um. Dabei entfernten sie aus hygienischen Gründen viele der wertvollen Tapeten und verbrannten sie. 1946 räumten die Briten das Schloss wieder.

### Verkauf an Nordrhein-Westfalen und Umbau zum Archiv
Nach dem Auszug der englischen Soldaten bot die damalige Eigentümerin Maria von Hatzfeldt das Schloss samt Park und umliegenden Landwirtschaftsflächen dem gerade neu gegründeten Land Nordrhein-Westfalen für 750.000 Reichsmark zum Kauf an. Dieses Angebot nahm das Bundesland an. Der entsprechende Kaufvertrag, in dem sich die Schlossherrin für sich und ihre Angestellten einige Räume im Renteiflügel noch bis 1951 zur Nutzung vorbehielt, ist auf den 15. November 1946 datiert. Die Landesregierung bestätigte diesen am 3. Februar 1947, um in den Schlossgebäuden eine kunstgewerbliche Ausbildungs- und Arbeitsstätte für Kriegsflüchtlinge einzurichten, denn zum Zeitpunkt des Verkaufs diente die Anlage als Unterkunft für zeitweise über 100 Vertriebene. Vorbild für das Projekt war der seit etwa zehn Jahren bestehende Verein für Kunst- und Heimarbeitspflege Rheinland, der das Ziel verfolgte, Flüchtlinge und Schwerbeschädigte für kunstgewerbliche Heimarbeit auszubilden. Schloss Kalkum wurde zu diesem Zweck 1948/1949 instand gesetzt, wobei nicht der Denkmalschutz, sondern das Nutzbarmachen zu Wohn- und Arbeitszwecken im Vordergrund stand. Zu den mit 20.000 Reichsmark veranschlagten Arbeiten gehörte auch das Ausbrechen neuer Fenster. Der Plan der Flüchtlingshilfe fiel schlussendlich aber der Währungsreform zum Opfer, und die damit verbundenen Tätigkeiten wurden am 30. Juni 1950 eingestellt. Nun suchten die Verantwortlichen nach einer neuen Verwendung. Zur Diskussion stand dabei unter anderem die Nutzung als Altersheim für Vertriebene, Haushaltsschule, Polizeistation und Landesfeuerwehrschule. Dies wurde ebenso wenig verwirklicht wie die Pläne, eine Verwaltungsdienststelle oder Tagungsstätte im Schloss einzurichten oder die Gebäude als Hotel zu nutzen. Während dieser zahlreichen Überlegungen und Vorschläge verfiel die verwahrloste Anlage immer mehr. Das Herrenhaus musste schließlich sogar geräumt werden, weil der Dachstuhl durch Feuchtigkeit völlig morsch und die Fachwerkwände nicht mehr tragfähig genug waren. 1952 ergab sich dann aus einer Notlage heraus eine neue Nutzungsperspektive: Notariatsakten des Hauptstaatsarchivs, die kriegsbedingt nach Schloss Linnep und Schloss Gracht ausgelagert worden waren, sollten nach Düsseldorf zurückkehren und zusammengeführt werden. Den dafür benötigten Platz boten der Nord- und Ostflügel der Kalkumer Vorburg, in der ein provisorisches Hilfsmagazin eingerichtet wurde. Aus dieser Behelfslösung erwuchs der Plan, Schloss Kalkum langfristig als Zweigarchiv des Hauptstaatsarchivs zu nutzen.
Um den Ansprüchen eines Archivs zu genügen, waren umfassende Sanierungs- und Restaurierungsarbeiten an den Gebäuden notwendig, die unter der Federführung des Düsseldorfer Staatshochbauamts im April 1954 begannen. In einer ersten Phase bis März 1955 wurden der Nord- und Ostflügel zu einem neu eingerichteten Magazin umgestaltet sowie Garagen eingerichtet und eine Heizungsanlage installiert. Bis August 1956 schloss sich in einer zweiten Phase der Ausbau des südlichen Vorburgflügels zu drei Wohnungen und einem Sonderarchiv an, wozu der entsprechende Gebäudeabschnitt vollkommen entkernt werden musste. Zusätzlich erfolgte der Ausbau einer Polizeiwohnung im Nordflügel. Stahlkonstruktionen im Inneren gaben dabei den nicht mehr tragfähigen Mauern Halt. Außerdem erhielt das Schloss ein neues Dach, und die erst Ende der 1940er Jahre ausgebrochenen Fensteröffnungen wurden wieder geschlossen. Gleichzeitig fand 1954 die Entschlammung des Schlossgrabens statt, bei der nicht nur die Fundamente des einstigen Taubenturms, sondern auch noch große Mengen scharfer Munition aus beiden Weltkriegen gefunden wurden. Nicht nur die Bausubstanz, sondern auch die Kanalisation der Anlage musste erneuert werden; dabei wurden bei Ausschachtungsarbeiten im Innenhof des Schlosses Ende November 1954 Fundamentreste aus Feldbrandziegeln und Trachytquadern gefunden, die bei den Abbrucharbeiten zu Beginn des 19. Jahrhunderts übrig geblieben waren. Es handelte sich dabei um die Grundmauern zweier spätmittelalterlicher Bauphasen, die archäologisch belegten, dass das Herrenhaus der Kalkumer Anlage schon immer an der heutigen Südwest-Ecke gestanden hatte. Jedoch blieben diese Fundamentreste Zufallsfunde; systematische Grabungen waren während der gesamten Wiederherstellungsarbeiten nicht möglich.

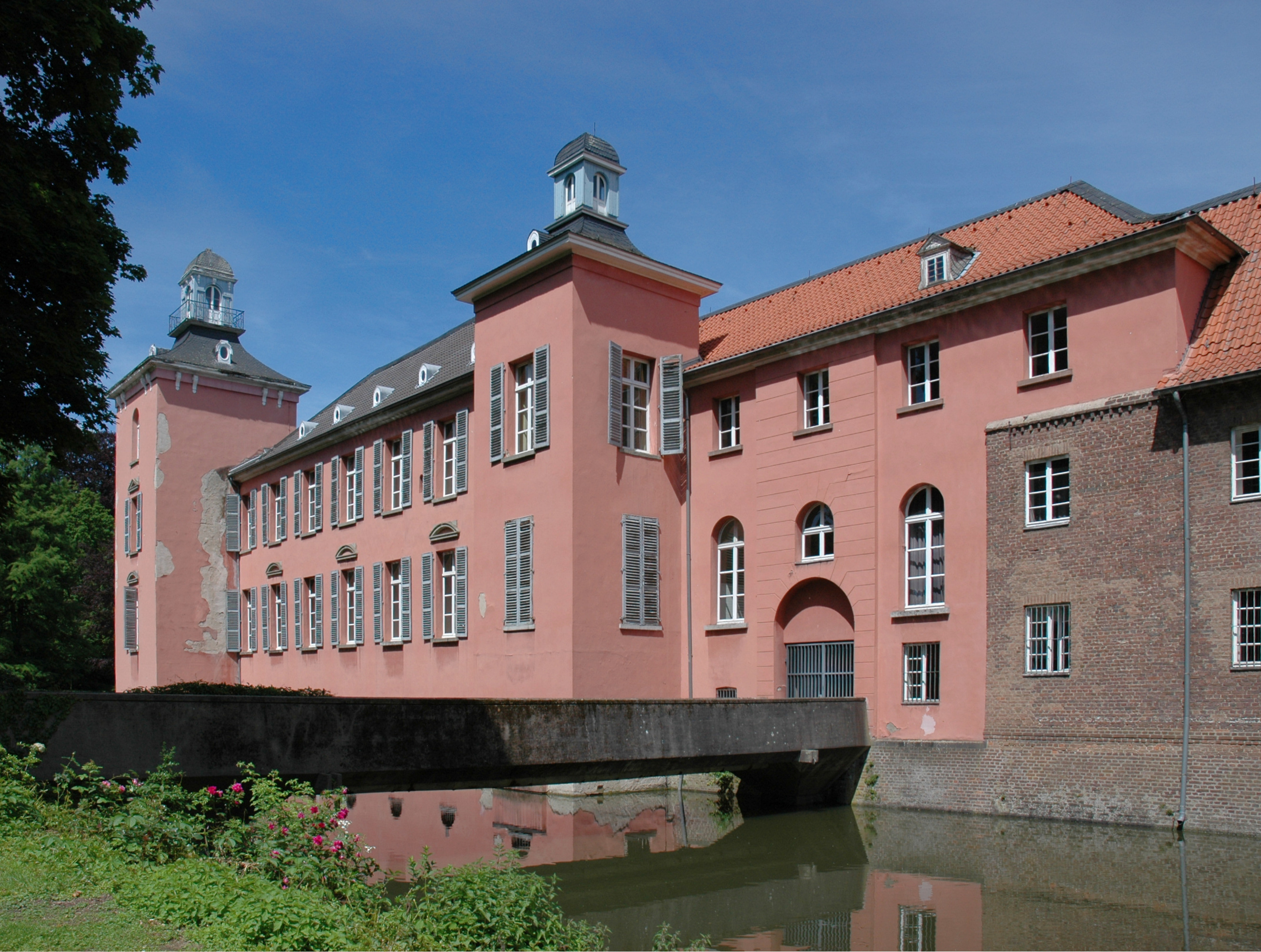
Herrenhaus (links) und Küchenbau (rechts) wurden 1956–1960 restauriert (2014)

Von Oktober 1956 bis Mitte 1960 fand in einem dritten Bauabschnitt die Restaurierung des Herrenhauses samt dem sich anschließenden Küchenbau statt, um im Obergeschoss anschließend die Verwaltungsräume des Archivs unterbringen zu können. Dabei wurden im Erdgeschoss des Herrenhauses unerwartet viele Reste der einstigen klassizistischen Raumdekorationen gefunden, sodass man sich dazu entschloss, die Ausstattung der prächtigen Wohnräume wiederherzustellen. Die Wand- und Deckenmalereien wurden nach Resten der Originaltapeten sowie der Restbemalung rekonstruiert. In einem von November 1958 bis Dezember 1962 dauernden vierten Bauabschnitt erfolgte der Aus- und Umbau des Rentei- und Domestikenflügels, um dort eine fünfstöckige Kompaktmagazinanlage installieren zu können. Dabei wurde die bis dato dreigeschossige Nordfront des Baus seiner nur zweigeschossigen Westfassade angeglichen. Abschließend erhielt die gesamte Westfront samt den Fassaden des Herrenhauses und des Rentei- und Domestikenflügels einen neuen rosafarbenen Kalk-Kasein-Anstrich (Caput mortuum in Kalk und Öl). Zu der fünften und letzten Bauphase gehörte schließlich ab 1962 die Gestaltung der übrigen Außenfassaden sowie die Wiederherstellung des Schlossparks durch Franz Josef Greub. Die Arbeiten endeten im Herbst 1967, als der im Jahr zuvor wieder ausgebaggerte und mit einer modernen Betonbrücke versehene Südgraben mit Wasser befüllt wurde. Die Gesamtkosten der 13-jährigen Wiederherstellungs- und Umbaumaßnahme schlugen mit insgesamt 4.675.000 DM zu Buche. Diese war noch nicht abgeschlossen, als das Zweigarchiv des Hauptstaatsarchivs 1962 seinen Betrieb mit rund 3400 m² Stellfläche und 25 Regalkilometern aufnahm.

### Schloss Kalkum bis in die heutige Zeit
Nach den umfangreichen Arbeiten in den 1950er und 1960er Jahren sah das Schloss nur noch vergleichsweise kleine Erhaltungsmaßnahmen. Dazu gehörte die Erneuerung des Außenanstrichs in den Jahren von 1980 bis 1981 und 1995 der Neuaushub eines kleinen Parkweihers nördlich des Rentei- und Domestikenflügels, der sich dort früher schon einmal befunden hatte. Neben der Abteilung Rheinland des Landesarchivs beherbergte Schloss Kalkum seit 1970 auch einen Teil von Vesters Archiv, Institut für Geschichte der Pharmazie, einer 1937 durch den Apotheker Helmut Vester gegründeten Sammlung. Der in Kalkum aufbewahrte Teil umfasste eine Fachbibliothek zum Thema Pharmazie sowie Bilder und Karten über Apotheken und ihre Geschichte. Dazu kamen etwa 400 mit Rohdrogen befüllte Schaugläser. 1993 zog Vesters Archiv in die Schweiz in das Pharmazie-Historische Museum der Universität Basel um.
Die aufwändig rekonstruierten klassizistischen Gesellschaftsräume im Herrenhaus dienen heute dem nordrhein-westfälischen Kultusministerium für gelegentliche Empfänge. Die dazu nötigen Versorgungsräume sind im benachbarten Küchenbau angesiedelt. Manchmal finden dort Kunstausstellungen statt, und einer der Säle kann zu Tagungszwecken genutzt werden. Mitte der 2000er Jahre machte sich eine Bürgerinitiative dafür stark, die seinerzeit nur als Abstellraum genutzte Orangerie im südöstlichen Bereich des Schlossparks für kulturelle Zwecke umzugestalten und dort jungen Künstlern ein Veranstaltungsforum zu bieten. Der Plan wurde jedoch nicht realisiert.
Das lange Zeit im Schloss beheimatete Archiv zog Ende 2014 an den neuen Standort des Landesarchivs in Duisburg um. Das Land NRW plante anschließend, die Immobilie für einen einstelligen Millionenbetrag zu verkaufen, wobei zumindest der Kalkumer Schlosspark weiterhin für die Öffentlichkeit zugänglich bleiben sollte.
Das Schloss wurde im März 2019 an den Projektentwickler Peter Thunissen verkauft, der aus ihm unter Mitwirkung des Architekten David Chipperfield eine Akademie für Musik und Kunst machen wollte. Zur Finanzierung der Sanierung plante er, die westlich des Schlossparks gelegenen Ackerflächen in ein Wohngebiet umzuwandeln. Nach Protesten von Bürgern mussten diese Pläne jedoch wieder aufgegeben werden.
Das Land NRW ließ in der Folge auf dem Klageweg die Unwirksamkeit des Kaufvertrages gerichtlich feststellen. Die dagegen erhobene Widerklage des Käufers wurde mit der Zurückweisung des Nichtzulassungsbeschwerde durch den Bundesgerichtshof vom 29. Juni 2023 endgültig abgewiesen.

## Beschreibung

Schematischer Grundriss

### Das Äußere
Schloss Kalkum ist eine geschlossene Vierflügelanlage aus Ziegelmauerwerk mit quadratischen Ecktürmen an der nordwestlichen und südwestlichen Ecke. Ihre Trakte umschließen einen nahezu quadratischen Innenhof und sind allseitig von einem Wassergraben umgeben. Das klassizistische Schloss, dessen Kern noch aus der Barockzeit stammt, steht inmitten einer weitläufigen Parkanlage. An der Südwest-Ecke befindet sich das Herrenhaus, dessen zwei Flügel rechtwinkelig aneinander stoßen. Dabei nehmen die beiden Trakte nur einen Teil des West- und des Südflügels ein. Die übrigen Trakte des Schlosses wurden früher durch die Vorburg und durch Bauten für die Gutsverwaltung eingenommen. Als Baumaterial kam Backstein für das Mauerwerk sowie Trachyt, Ettringer Tuff und Ratinger Kalkstein für die Gewände von Fenstern und Türen zum Einsatz.

#### Wirtschaftshof

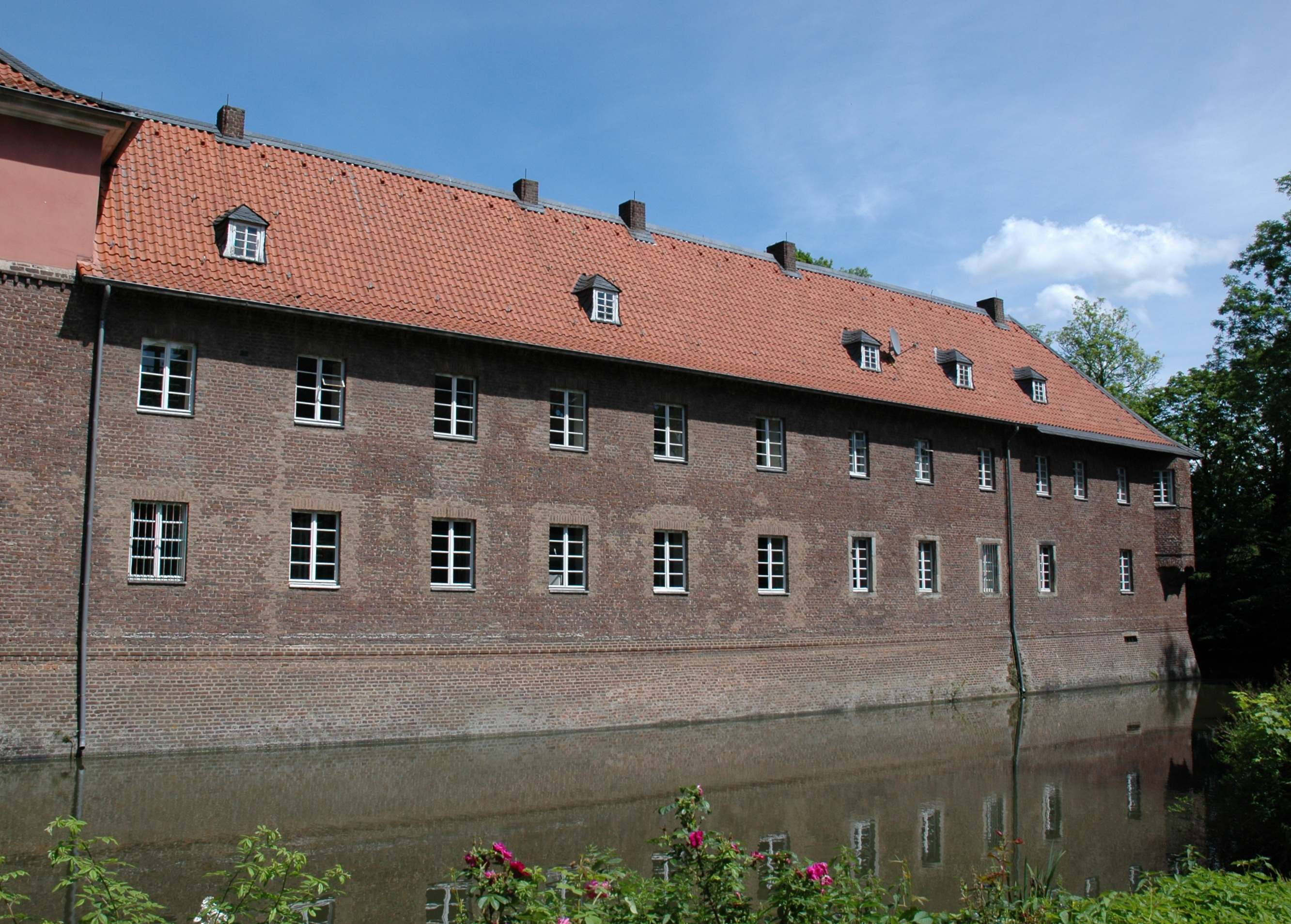
Südlicher Vorburgflügel (2014)

Der aus unverputztem Ziegelmauerwerk errichtete Wirtschaftshof, auch Vorburg genannt, belegte früher den östlichen Teil der Nord- und Südflügel sowie den gesamten Ostflügel der Anlage. Im Erdgeschoss fanden sich dabei Vieh-, Schaf-, Wilden- und Pferdeställe sowie der herrschaftliche Pferdestall, Sattelkammer, Kutscherzimmer und Putzzimmer. Nach Aufgabe der Landwirtschaft wurden einige Ställe zu einer Wagenremise und Reithalle sowie zu einem Holzlager umgebaut. In den Obergeschossen lagen die Unterkünfte für Pferde- und Viehknechte, Stallpersonal und sonstige Bedienstete wie zum Beispiel den Oberförster, dessen Wohnung 1807 eingerichtet wurde. Sie wurden in den 1960er Jahren zu Wohnungen ausgebaut. Im östlichen Vorburgflügel befand sich zudem eine große Getreidescheune. An der Südost-Ecke der Gebäude befindet sich im Obergeschoss ein kleiner Erker, der schon auf der Roidkin-Zeichnung des 18. Jahrhunderts zu sehen ist und damit zum Baubestand der Barockanlage gehört. Er war früher vermutlich höher als das Dach und diente als Ausguck. Die südliche und östliche Außenfassade ist am Trauf- und Sockelgesims mit einem einfachen Zahnfries verziert, der sich zum Teil auch an den hofseitigen Fassaden findet. Früher waren alle Seiten des Wirtschaftshofs damit verziert.

#### Westteil
Der westliche Teil des Schlosses besteht im südwestlichen Bereich aus dem Herrenhaus mit Eckturm, seinem baulichen Pendant an der Nordwestecke der Anlage und einem Mittelbau, der die beiden Teile miteinander verbindet und zugleich das Hauptportal aufnimmt. Weil sich in diesem Bereich die Wohn- und Verwaltungsräume des Schlosses befanden, ist der über 100 Meter lange Westteil besonders repräsentativ gestaltet und bildet die Schauseite. Dies äußert sich zum Beispiel darin, dass er verputzt und mit einem rosafarbenen Anstrich versehen und zudem höher als die Wirtschaftsbauten ist.

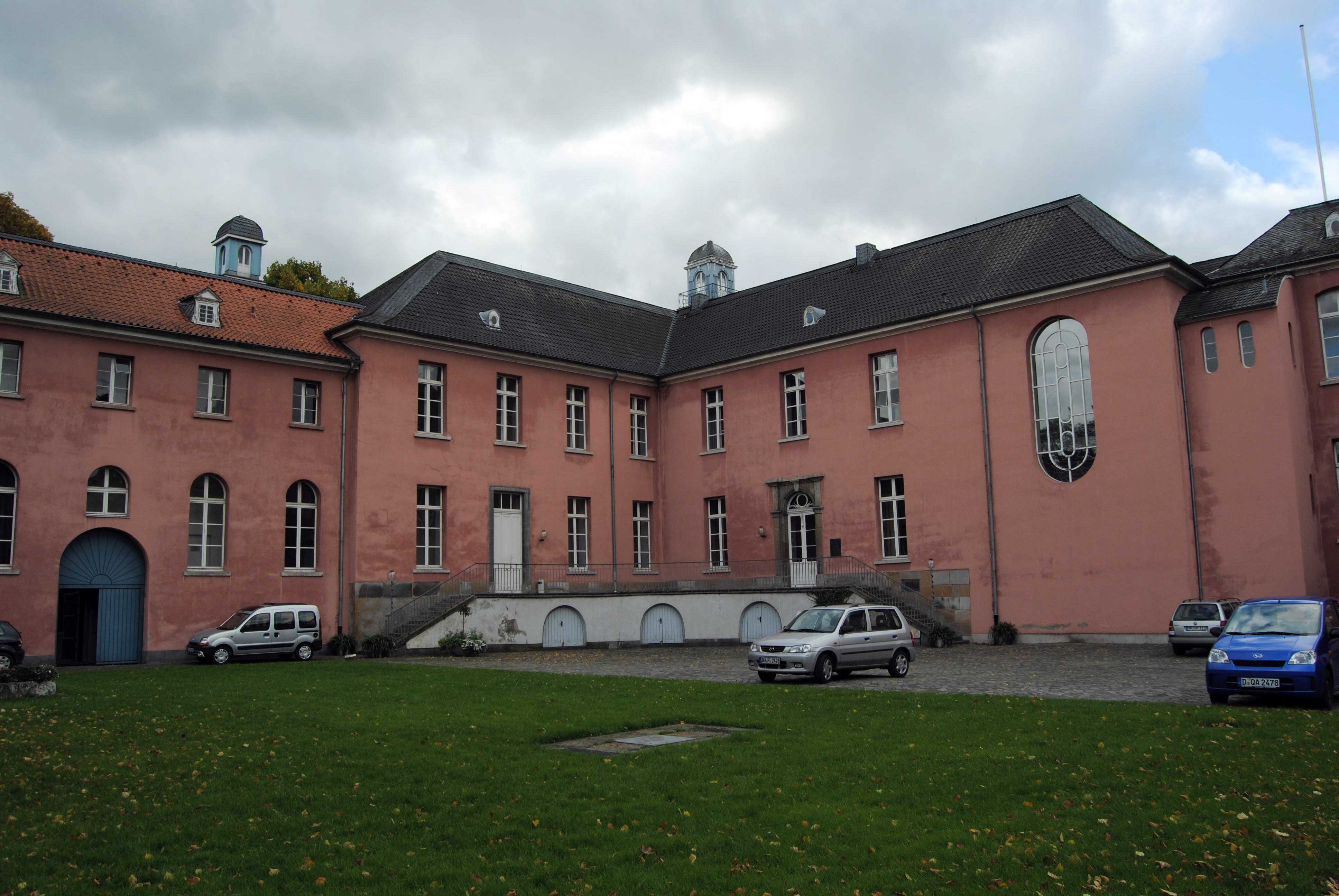
Herrenhaus und Küchenbau, Ansicht vom Innenhof (2011)

Der nördliche Teil des Westflügels war im Erdgeschoss vor der Umwidmung zu Archivraum durch Abstellflächen, Lager und Nebenräume eingenommen. Im Obergeschoss befanden sich herrschaftliche Wohn-, Schlaf- und Gasträume. Äußerlich gleicht dieser Teil des Schlosses dem Westflügel des Herrenhauses. Die westliche Partie des Nordflügels wird Rentei- und Domestikenflügel bzw. kurz nur Renteiflügel genannt. Bei seinem Erdgeschoss handelt es sich um das ehemalige Halfmannshaus, während das später hinzugekommene Obergeschoss früher die Räume der Rentei sowie die Rentmeisterwohnung aufnahm. Wie der Nordteil des Westflügels besitzt das Gebäude ein pfannengedecktes Walmdach. Am östlichen Ende des Reinteiflügels steht ein schlanker quadratischer Turm mit zwei Geschossen, von einem Walmdach abgeschlossen. Er besitzt ein fast identisches Pendant am Ostende des Herrenhauses. Die Außenfassaden der beiden Flügel sind durch Fenster in acht Achsen aufgeteilt, wobei jeweils vier der acht Erdgeschossfenster eine Segmentbogenverdachung besitzen. Diese Achsbetonung wiederholt sich im Dachgeschoss durch kleine Dachgauben. Die Fenster des Herrenhauses sind – wie fast alle Fenster des Westteils – mit grauen Schlagläden versehen. Die Segmentbögen finden sich über den Erdgeschossfenstern der beiden dreigeschossigen Ecktürme wieder, während die darüber liegenden Öffnungen im ersten Obergeschoss von Dreiecksgiebeln bekrönt sind. Beide Türme besitzen geschweifte Hauben, die von einer galerieumzogenen Laterne abgeschlossen sind. Die Turmhauben Kalkums ähneln damit ein wenig denen des Schlosses Clemensruhe in Bonn-Poppelsdorf. Das Herrenhaus besitzt zwei hofseitige Eingänge, die beide über eine eigene kleine Freitreppe verfügen. Diese wurden 1824 durch eine gemeinsame Plattform miteinander verbunden. Neben dem Eingang im Westflügel erinnert eine Gedenktafel aus Bronze an die „rote Gräfin“ Sophie von Hatzfeldt.

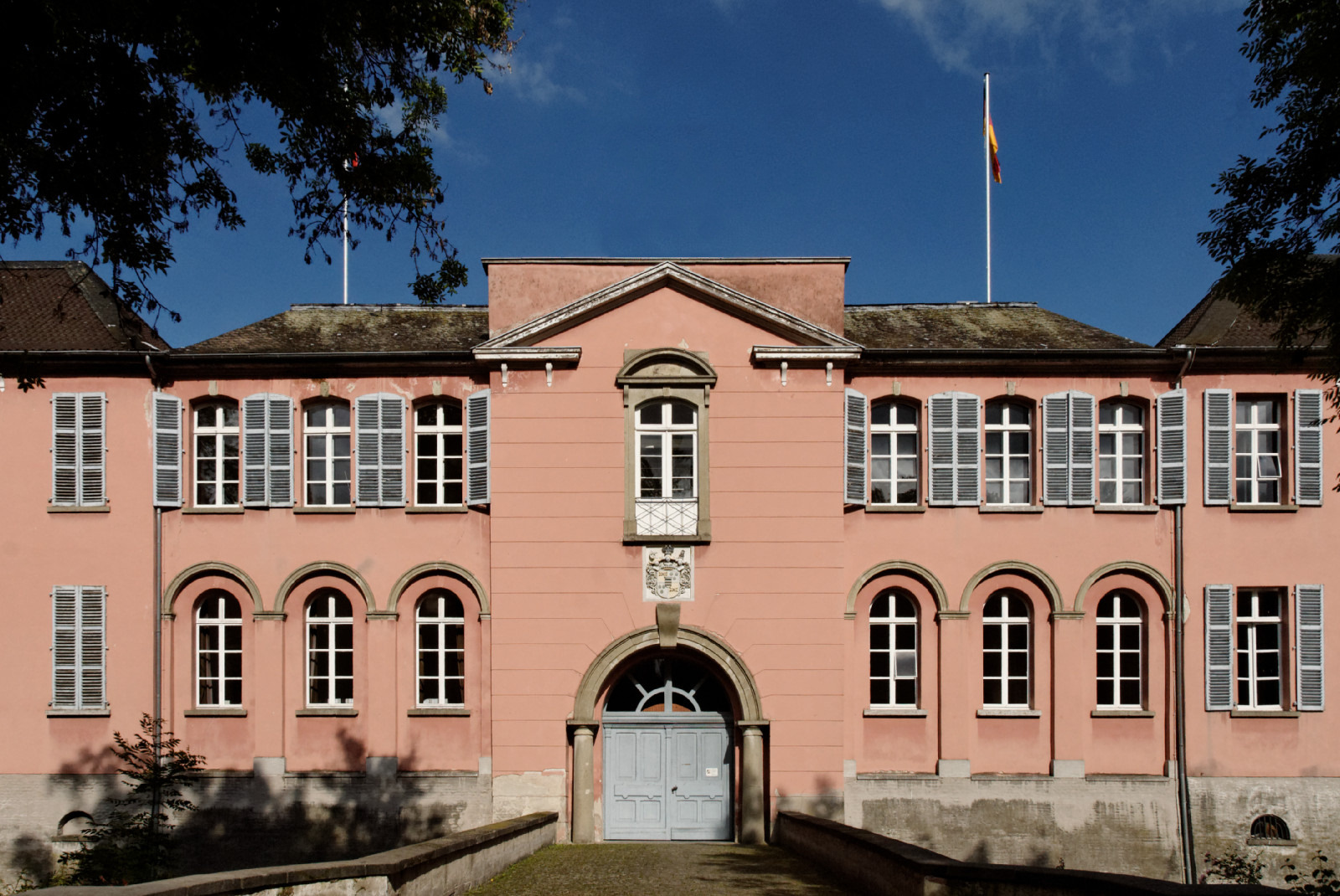
Mittelbau des Westflügels mit dem Hauptportal (2014)

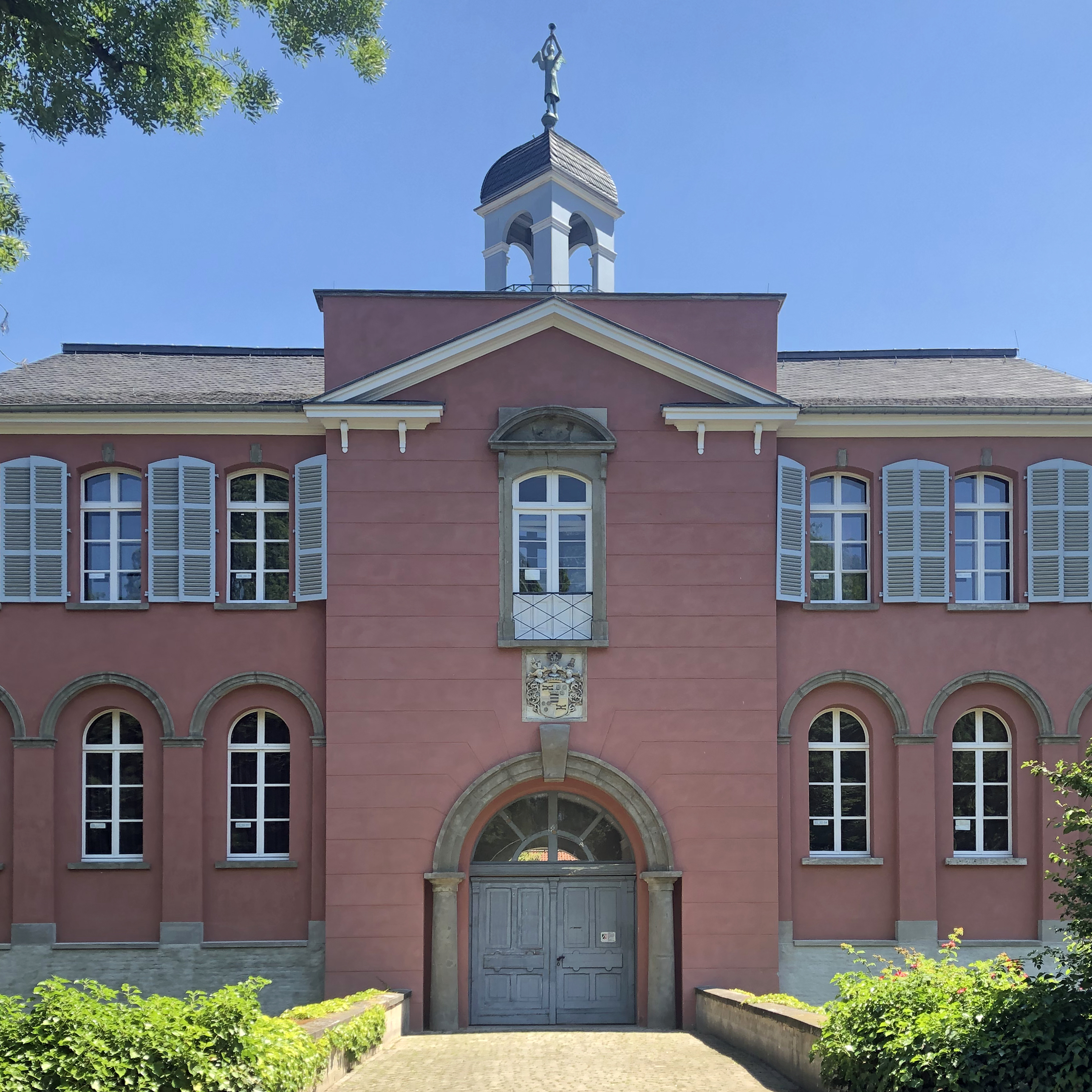
Eingangsportal Westen mit Posaunenengel auf dem Turmaufsatz des Schlossdachs (2020)

Die Mitte der Westfront wird von einem Zwischenbau mit dem Hauptportal des Schlosses eingenommen. Im Gegensatz zu den Fenstern der übrigen Schlosspartien besitzt der Bau im Erdgeschoss ladenlose Rundbogenfenster, die von Blendarkaden umgeben sind. Obwohl ebenfalls zweigeschossig, ist er durch sein flaches Walmdach niedriger als die übrigen Partien des Westteils. Auf dem Dach wiederholt sich das Laternenmotiv der Ecktürme durch ein kleines Türmchen, das dort 1967 aufgestellt wurde. Es ist einem Vorgänger nachempfunden, der durch Blitzschlag zerstört worden war, und wird von einem Posaunenengel aus der Werkstatt Joseph Jaekels bekrönt.  Die am 18. September 1931 „Kalkumer Schloßallee“ getaufte, breite Zufahrtsallee läuft auf einer Strecke von etwas mehr als einem Kilometer Länge geradlinig auf diesen Portalbau zu. Kurz vor der dreibogigen Brücke über den Wassergraben überquert die Zufahrt noch den Schwarzbach über eine kleine verputzte Ziegelsteinbrücke aus dem Jahr 1809, die von zwei Statuen liegender Löwen flankiert wird. Sie wurden 1652 von dem Bildhauermeister Johann aus Kaiserswerth gefertigt. Das auch als Englisches Tor bezeichnete, rundbogige Westtor befindet sich in einem nach Plänen von Johann Peter Cremer erbauten Mittelrisalit mit Fugenschnitt und flachem Dreiecksgiebel. Flankiert wird es von dorisierenden Säulen. Über dem Torbogen findet sich ein reich verziertes Relief mit dem Wappen der Familie von Hatzfeld-Wildenburg. Es zeigt in den Feldern 1 und 4 das Hatzfeld-Wappen (schwarzer Maueranker in Gold), in den Feldern 2 und 3 das Wildenburgsche Wappen (drei rote Rosen in Silber). Geschaffen wurde das Relief im Jahr 1854 von dem Düsseldorfer Bildhauer Dietrich Mein(h)ardus, der auch die mit Schnitzereien reich verzierte, westliche Eingangstür des Herrenhauses gestaltete.

#### Nordtor, Küchenbau und Innenhof

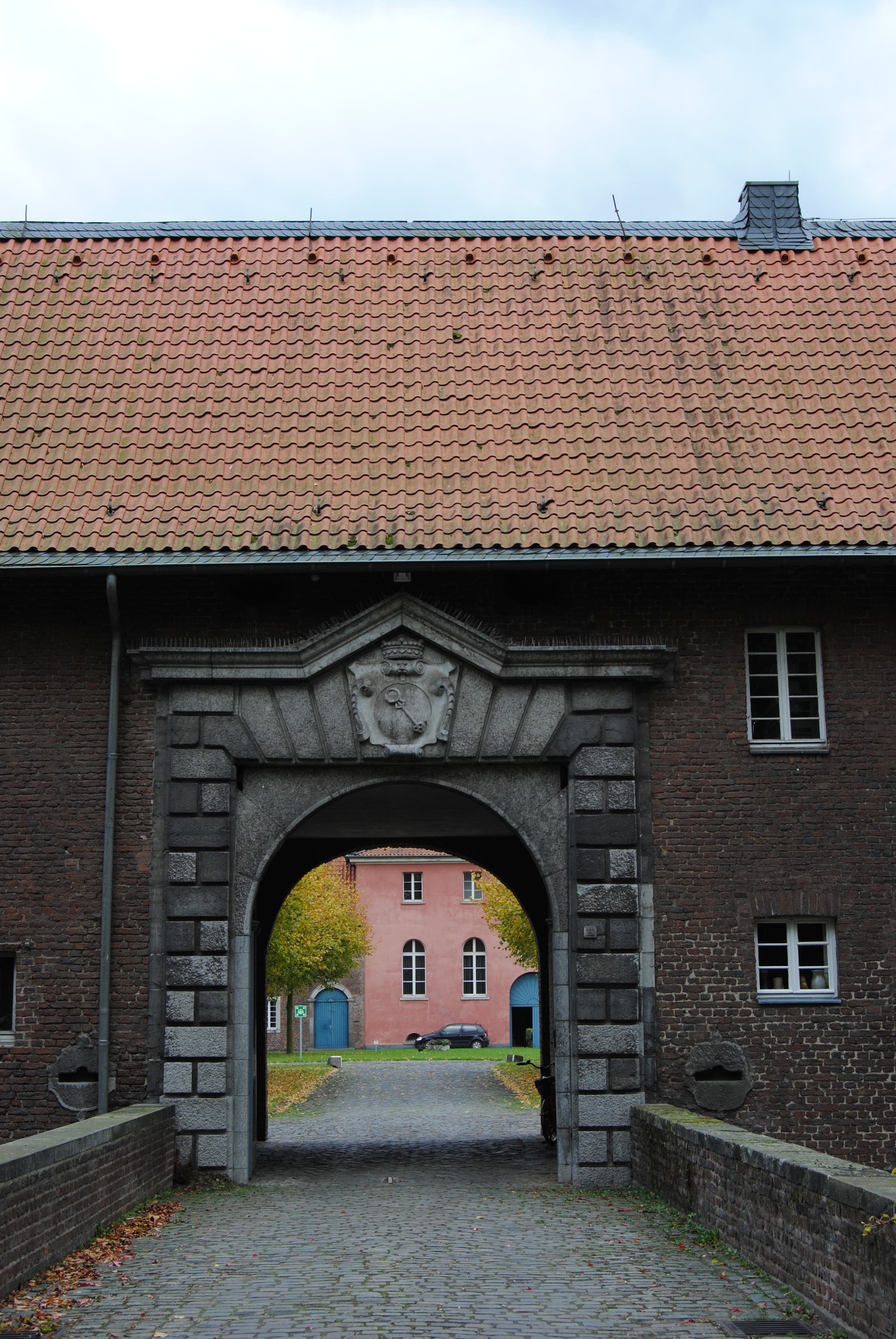
Nordtor (2011)

Bis zum klassizistischen Umbau Anfang des 19. Jahrhunderts lag die Hauptzufahrt zum Schloss im Norden des Areals. Entsprechend war das Schlosstor in der Mitte des Nordflügels aufwändiger gestaltet als der übrige Nordtrakt. Zu ihm führt eine vierbogige Brücke, deren erste drei Bögen aus Trachytquadern bestehen, während der letzte aus Ziegeln gemauert ist und so dokumentiert, dass das Tor früher einmal eine Zugbrücke besessen hat. Maueranker in Form der Jahreszahl 1775 zeugen von der Errichtung der Brücke in jenem Jahr, die seinerzeit eine hölzerne Vorgängerin ersetzte. Die Rollen der ehemaligen Zugbrücke sind noch im halbrunden Torbogen erhalten, auch ist die Blende für die Aufnahme der Brücke noch gut erkennbar. Weiterhin künden zwei Schießscharten für Hakenbüchsen an den Seiten des von Bossenquadern aus Ratinger Kalkstein gerahmten Tores von seiner einstigen Wehrhaftigkeit. Im Schlussstein des Torbogens befindet sich das von Ohrmuschel- und Rollwerk gerahmte und von einer Grafenkrone bekrönte Wappen der Familie von Winkelhausen. Früher war es vermutlich farblich gefasst. Darunter findet sich die nur noch teilweise erhaltene Jahreszahl 1663, die somit vom Baujahr dieses Flügels kündet.
Die einstige Lücke zwischen dem südlichen Herrenhausflügel und dem Südtrakt des Wirtschaftshofs schließt seit 1810 der sogenannte Küchenbau (auch Küchentrakt genannt). Der Name des dreiachsigen Zwischengebäudes zeigt, dass dort von jeher eine Küche beheimatet war. Seine drei Geschosse – die beiden Obergeschosse sind wesentlich niedriger als das Erdgeschoss – sind von einem flachen Satteldach abgeschlossen. Im Erdgeschoss des Küchenbaus befindet sich ein Nebentor, zu dem heute eine moderne Betonbrücke führt. Früher wurde die südliche Gräfte von einer Holzbrücke überspannt, die zum benachbarten, schlanken Vierecksturm und dem dortigen Tor führte. Ihre Fundamente wurden 1948 bei Instandsetzungsarbeiten gefunden.
Die hofseitigen Fassaden des Schlosses sind allesamt sehr schlicht gehalten und vermitteln eher den Eindruck eines Gutshofs als den einer fürstlichen Residenz. Einzige Besonderheit des Innenhofs sind drei Lindenringe, die drei Viertel des Hofbereichs einnehmen. Der vierte, zum Herrenhaus gelegene Bereich ist als gepflasterter Vorfahrtshof gestaltet. Die Bäume wurden 1825 nach Plänen Weyhes gepflanzt.

### Heutige Innenräume
Insgesamt bietet Schloss Kalkum 6500 Quadratmeter Nutzfläche. Durch den hofseitigen Haupteingang mit seinem Gewände aus Ratinger Marmor gelangt der Besucher in das Vestibül im Westflügel des Herrenhauses. Wegen seines Fußbodenbelags aus schwarzem und weißem Marmor Marmorsaal genannt, ist dieses Zimmer das erste in einer Folge von Wohn- und Repräsentationsräumen, die heute auch als Prunkräume bezeichnet werden. Diese Raumfolge, bestehend aus Marmorsaal, Braunem Zimmer, Grünem Zimmer, Billardzimmer und Musiksaal sowie ehemaligem Speisesaal und Bibliothek, wurde – mit Ausnahme des ehemaligen Speisezimmers – von 1956 bis 1960 mit ihrer spätklassizistischen Ausstattung wiederhergestellt und anschließend mit historischem Mobiliar und passenden Kronleuchtern ausgestattet. So präsentieren sich die Räume heute mit den restaurierten oder rekonstruierten Wand- und Deckenmalereien, prunkvoll gestalteten Stuckarbeiten sowie kostbaren Parkettfußböden mit Intarsien. Von der alten Original-Einrichtung des 19. Jahrhunderts sind nur noch zwei Spiegel und zwei Leuchter (einer davon im Billardzimmer) im Schloss erhalten.
Die Deckenbemalung des Marmorsaals ist noch original und stammt von Ludwig Pose. Sie zeigt in sechs Feldern Jagd- und Herbstmotive in gedeckten Farben. In der Deckenmitte findet sich eine große Stuckrosette, die neben aufwändigen Friesen, Supraporten und einer Lünette über dem Marmorkamin zur reichen Stuckausstattung des Zimmers gehört. Sie wurde von Lenhard und Moosbrugger gefertigt. Der Kamin besitzt zu beiden Seiten seiner Öffnung Pilaster mit bräunierten Messing-Kapitellen. Im Gegensatz zur Decke besteht die Dekoration der Wände lediglich aus leeren Feldern, weil dort der Befund der Originalverzierung für eine Rekonstruktion fehlte.
Vom Marmorsaal ist das Grüne Zimmer erreichbar, dessen Name von der Farbe seiner Wände herrührt. Es besitzt wie das benachbarte Braune Zimmer als dominierendes Deckenelement eine große Deckenrosette aus Stuck. Mit dem Braunen und dem Billardzimmer hat es die aufwändige Gestaltung des Frieses gemeinsam, der eine Kombination aus Stuckarbeit und Wandmalerei ist. Im Grünen Zimmer zeigen die gemalten Fries-Elemente Ähren- und Rankenmotive, während sie im Braunen Zimmer aus Pilasterkapitellen und Flachbögen bestehen. Die Malereien dort konnten besonders prächtig rekonstruiert werden, weil in diesem Raum die Bemalung am besten erhalten war. Das Billardzimmer ist durch eine Tür in der Nordwand des Braunen Zimmers erreichbar. Dort bestehen die gemalten Elemente des Wandfrieses aus Greifendarstellungen. Zusätzlich besitzt dieser Raum eine üppige Deckendekoration in Form von quer zur Längsrichtung gemalten Quadraten als Fries und einer gemalten, rechteckigen Kartusche anstelle einer Stuckrosette in der Deckenmitte, welche die Motive des Wandfrieses wiederholt.
Der Südflügel des Herrenhauses ist im Erdgeschoss durch zwei große dreiachsige Säle belegt. Der östliche war in den 1950er Jahren ohne Befund von Originalausstattung, sodass er in schlichten Formen instand gesetzt wurde und heute als Tagungssaal genutzt werden kann. Lediglich seine Stuckrosette stammt aus früherer Zeit (um 1870). Hingegen konnte der westliche Saal fast vollständig in der alten Pracht von 1836 bis 1841 wiederhergestellt werden. Allerdings sind seine originalen Deckenmalereien verloren. Nach den Motiven in den Wandfeldern, die Leiern darstellen, wird er Musiksaal genannt. Über dem Marmorkamin an der den Fenstern gegenüberliegenden Längsseite findet sich ein Wandspiegel, der von kunstvollen Stuckornamenten eingerahmt ist. Ein stuckierter Deckenfries und umlaufende Arabesken als Wandmalereien komplettieren die üppige Ausstattung dieses Raums, deren Höhepunkt der Fußboden mit einem Belag aus wertvollen Edelhölzern mit Intarsien aus Perlmutt ist. Auch hier war Ludwig Pose für die Dekorationsmalereien zuständig, während Lenhard und Moosbrugger die Stuckaturen schufen. Durch eine Tapetentür in der westlichen Wand des Musiksaals ist die Bibliothek im Erdgeschoss des Südwest-Turms erreichbar. Der ursprünglich quadratische Raum wurde durch übereck eingezogene Wände zu einem Achteck umgestaltet. An drei der vier eingezogenen Wände stehen gläserne Regalschränke, die dort 1854 installiert wurden. Die Deckenmalerei des Raums imitiert eine Kassettendecke, während der Intarsienfußboden durch ein Sternmotiv geprägt ist.
Im Obergeschoss des Herrenhauses – dem einstigen Wohngeschoss des Gebäudes – befinden sich heute modern eingerichtete Verwaltungsbüros, eine Bibliothek, ein Benutzersaal und die Restaurierungswerkstätten des Landesarchivs, die dort im Juli 1958 einzogen. Die Originalausstattung aus der ersten Hälfte des 19. Jahrhunderts ist mit Ausnahme einiger Stuckarbeiten des Krefelder Stuckateurs Eugen Selb nicht mehr erhalten. Der einzige Raum, der noch aus der Hatzfeldschen Ära stammt, ist das sogenannte Turmzimmer. Dabei handelt es sich vermutlich um das Schlafzimmer der Gräfin Maria Anna im südwestlichen Eckturm, das nach Plänen von Leydel im Empire-Stil gestaltet wurde.

### Schlosspark

#### Weyhes Neuanlage

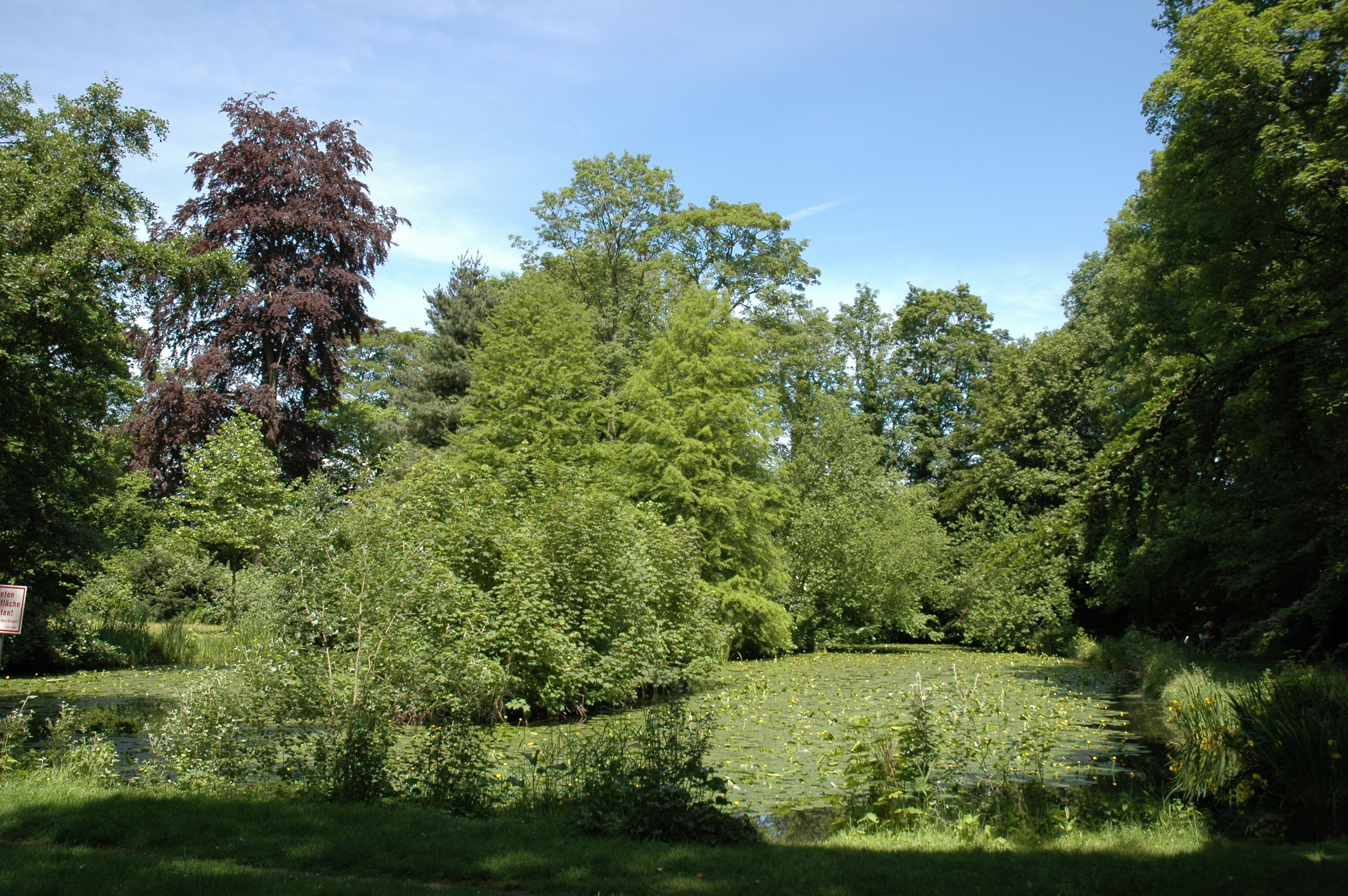
Englischer Teich

Maximilian Friedrich Weyhes Entwurf für den Kalkumer Schlosspark stammt aus dem Jahr 1808. Als zentrales Element sah er einen Landschaftsgarten im englischen Stil vor, der die typischen Bestandteile dieser Parkform aufwies: Sichtachsen, geschwungene Wege, Baumgruppen und Solitärbäume. Die alte Schlossmühle aus dem 18. Jahrhundert am Südrand des Parks wurde in die Gestaltung einbezogen. Auch die bereits vorhandenen Gärten an der West- und Südseite des Schlosses berücksichtigte Weyhe in seinem Plan. Der Südgarten ist schon auf der Roidkin-Zeichnung des 18. Jahrhunderts zu sehen und dort durch eine Holzbrücke mit den Schlossgebäuden verbunden. Der streng symmetrische Garten folgte barocken Vorbildern und wurde durch zwei sich in der Mitte rechtwinkelig kreuzende Wege in vier gleich große Quadrate geteilt. Im Kreuzungspunkt befand sich ein mit Bäumen bepflanztes Rondell, die Wege waren von Hecken eingefasst. Weyhe gestaltete ihn zu einem Nutzgarten um. Östlich des Schlosses ließ er jenseits der Straße einen großen, geometrisch gegliederten Obstgarten anlegen, für den unter anderem Aprikosen-, Kirsch-, Apfel- und Birnbäume angeschafft wurden. Sie standen entlang von Wegen, die sternförmig auf ein zentrales Rondell zuliefen. Im südlichen Nutzgarten standen neben Obstbäumen auch Süßkastanien und Maronen. An der Nordseite des Schlosses schuf Weyhe zwei rechteckige Kompartimente. Das östliche sollte als formal gestaltetes Gartenelement eine Reitbahn aufnehmen, die jedoch nur als rechteckige Rasenfläche verwirklicht wurde. Das westliche Kompartiment bestand aus einem baumumstandenen, langgestreckten Weiher mit kleiner Insel, der auch englischer Teich genannt wird. Er war von einem Rasenband und umlaufendem Weg eingefasst.

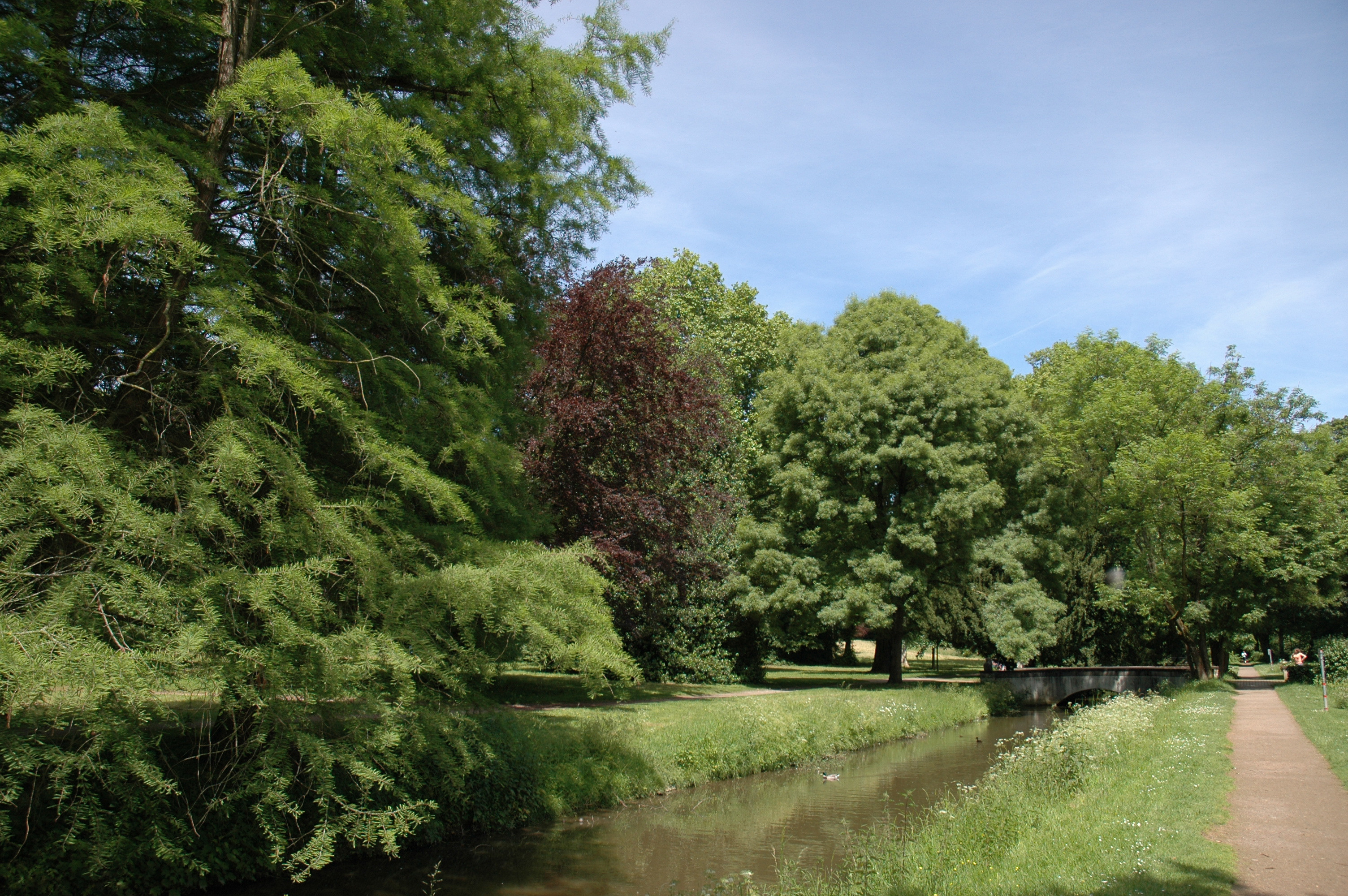
Der durch Weyhe kanalisierte Schwarzbach im Schlosspark

Der bestehende kleine Garten an der Westseite der Anlage wurde erheblich vergrößert und die westliche Mittelachse des Schlosses durch die Schlossallee bis nach Kaiserswerth verlängert. Für seine Umgestaltung zu einem englischen Landschaftsgarten kaufte Weyhe eine große Zahl verschiedener Baum- und Strauchsorten, zu denen Trauereschen, Trauerweiden, Rottannen, Akazien, Weymouthkiefern, Süßkastanien, Kanadische Pappeln, Holländische Ulmen und Rotzedern zählten. Zu diesem Bereich des Schlossparks gehörten auch eine 1812 eingerichtete Kegelbahn, die auf der Pesch-Karte als kreuzförmiges Konstrukt im Südteil des Parks erkennbar ist, eine Schießbahn, die aus einem langen Wall mit abschließendem kleinen Hügel bestand, und ein bereits 1809 existierender Eiskeller am südlichen Parkrand. Auf einem durch den Schlossweiher-Aushub entstandenen Hügel wurde ein kleiner Tempel mit sechseckigem Grundriss errichtet, der von acht Säulen umstanden war und einen achtsäuligen Aufsatz besaß.
Weyhe schuf mit seinem Parkentwurf räumlich und funktional getrennte Gartenräume, die mit den jeweils benachbarten Schlossflügeln kommunizierten und durch deren Architektur in Größe und Gestaltung mitbestimmt wurden. Jeder der Gartenräume war anders gestaltet und erfüllte einen anderen Zweck. Während der Landschaftsgarten und die nördlichen Kompartimente dem Zeitvertreib, Sport und Vergnügen gewidmet waren, erfüllten der Süd- und Ostgarten als Nutzgärten praktische Zwecke, wobei sich dort ästhetische und praktische Belange vermischten, indem die Obst- und Gemüsegärten in einem gewissen Maß auch dekorative Elemente aufwiesen.

#### Der Park heute

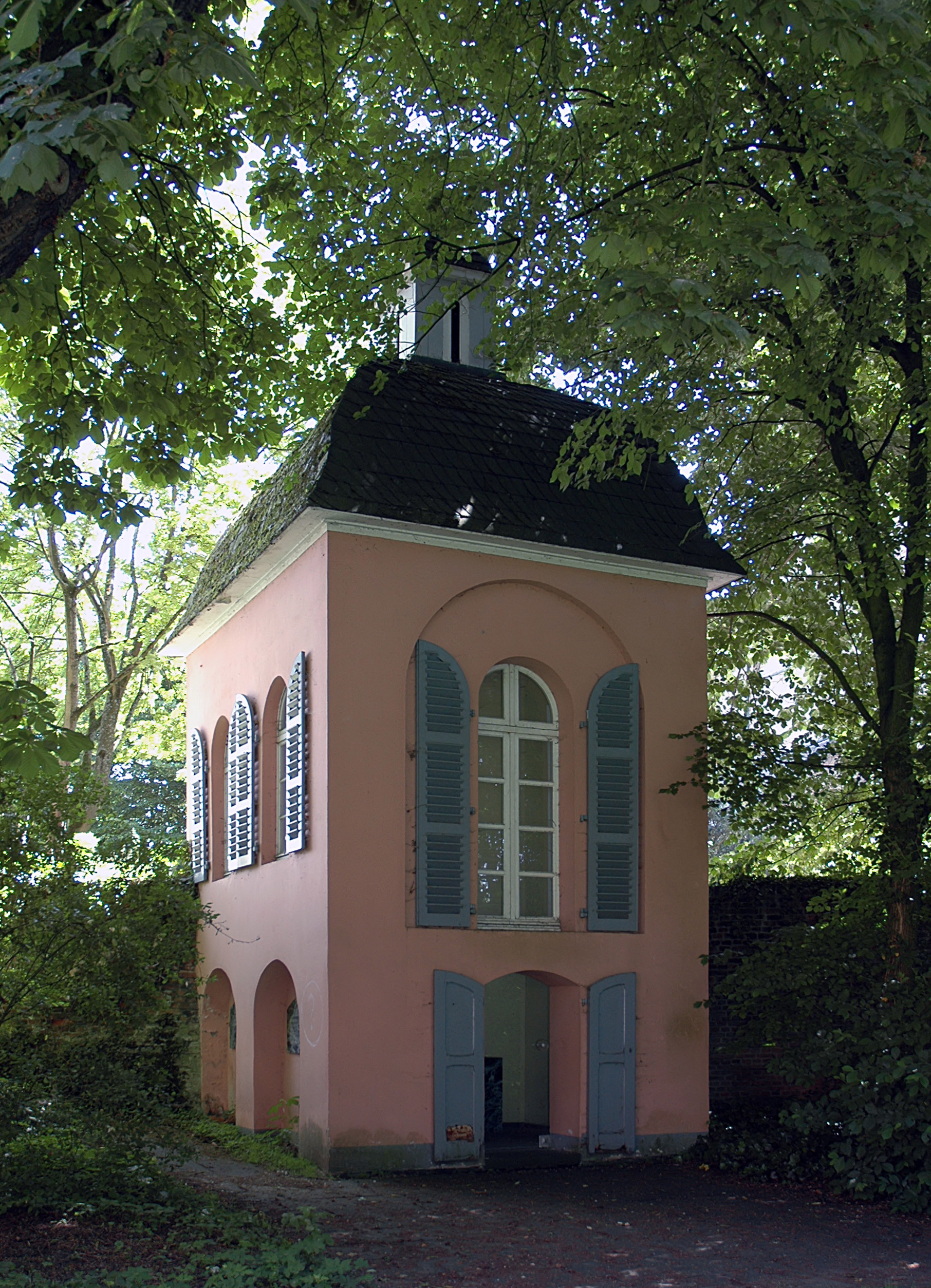
Ehemaliger Gartenpavillon, heute Lassalle-Denkmal

Von dem durch Maximilian Friedrich Weyhe angelegten Schlosspark sind heute noch die grundlegenden Strukturen des halbkreisförmigen englischen Landschaftsgartens an der Westseite, die nördlichen Kompartimente sowie die Grunddisposition des südlichen Nutzgartens erhalten. Im Park, dessen Gelände sich in Wellenlinien hebt und senkt, finden sich mehrheitlich heimische Gehölze und nur wenige Exoten. So ist zum Beispiel die auf das Westportal zuführende Schlossallee von Linden gesäumt. Von diesem Zufahrtsweg in der Mittelachse zweigen zwei kleinere, geschwungene Wege ab, die rund um den nach außen durch Hecken und Gehölzpflanzungen abgegrenzten Landschaftspark führen, bis sie an der Südwest- und der Nordwest-Ecke des Schlosses auf den kanalisierten Schwarzbach stoßen und diesen mittels kleiner Brücken überqueren. Der Schwarzbach speist den Wassergraben des Schlosses sowie den nördlichen Schlossweiher. Er tritt von Wülfrath kommend im Süden in den Schlosspark ein, durchquert diesen, indem er ein großes Stück parallel zur westlichen Schlossgräfte – von dieser nur durch einen Damm mit schmalem Weg getrennt – fließt, um nördlich des Schlossparks bei Wittlaer in den Rhein zu münden. Am südlichen Rand des Parks findet sich der schon für den Anfang des 19. Jahrhunderts verbürgte Eiskeller, dessen Zugang noch vorhanden ist. In der Nähe liegt im Bereich der südwestlichen Parkwiese ein kleiner Hügel mit Mauerwerk. Dabei handelt es sich um die Reste der 1819 eingerichteten  Schießbahn. Am gegenüberliegenden Nordrand des Parks existiert noch der künstlich aufgeschüttete Tempelberg, dessen chinesisches Holztempelchen nicht mehr erhalten ist.
Am Rand des südlichen Wassergrabens steht an der östlichen Umfassungsmauer eine kleine Orangerie, die den großen unter Weyhe erbauten Orangeriebau ersetzte. Sie wurde 1965/66 grundüberholt. Etwas südlich davon lehnt sich der einstige Gartenpavillon, auch Sommerhaus und Teehaus genannt, von innen an die Ostmauer. Der kleine turmartige Putzbau besitzt wie das Schloss einen rosafarbenen Anstrich und ist von einer barocken Schweifhaube mit Laterne abgeschlossen. Seine genaue Entstehungszeit ist unbekannt, möglicherweise geht er auf Pläne Georg Peter Leydels zurück. Fest steht, dass er nicht im Zusammenhang mit den Parkplänen Maximilian Friedrich Weyhes errichtet wurde, sondern zu jener Zeit schon existierte. Während der großen Umbauarbeiten in der ersten Hälfte des 19. Jahrhunderts wurde mehrfach im Pavillon gearbeitet. So stammt seine Ausmalung zum Beispiel von Ludwig Pose, der auch für die Wand- und Deckenmalereien im Herrenhaus verantwortlich war. Das Gartenhaus wurde 1975 anlässlich des 150. Geburtstags Ferdinand Lassalles zu einer Gedenkstätte für ihn ausgebaut. Der Innenraum des Gebäudes ist als Kenotaph gestaltet. Ein Block aus grünem italienischem Marmor besitzt die Form eines Sarkophags, drüber steht auf einer Marmorkonsole die Büste Lassalles. An der nördlichen Außenwand des Pavillons hängen in zwei flachen Nischen Tafeln aus dem gleichen Marmor mit einem Ausspruch Ferdinand Lassalles sowie Daten zu seinem Leben und Wirken.